# 1859

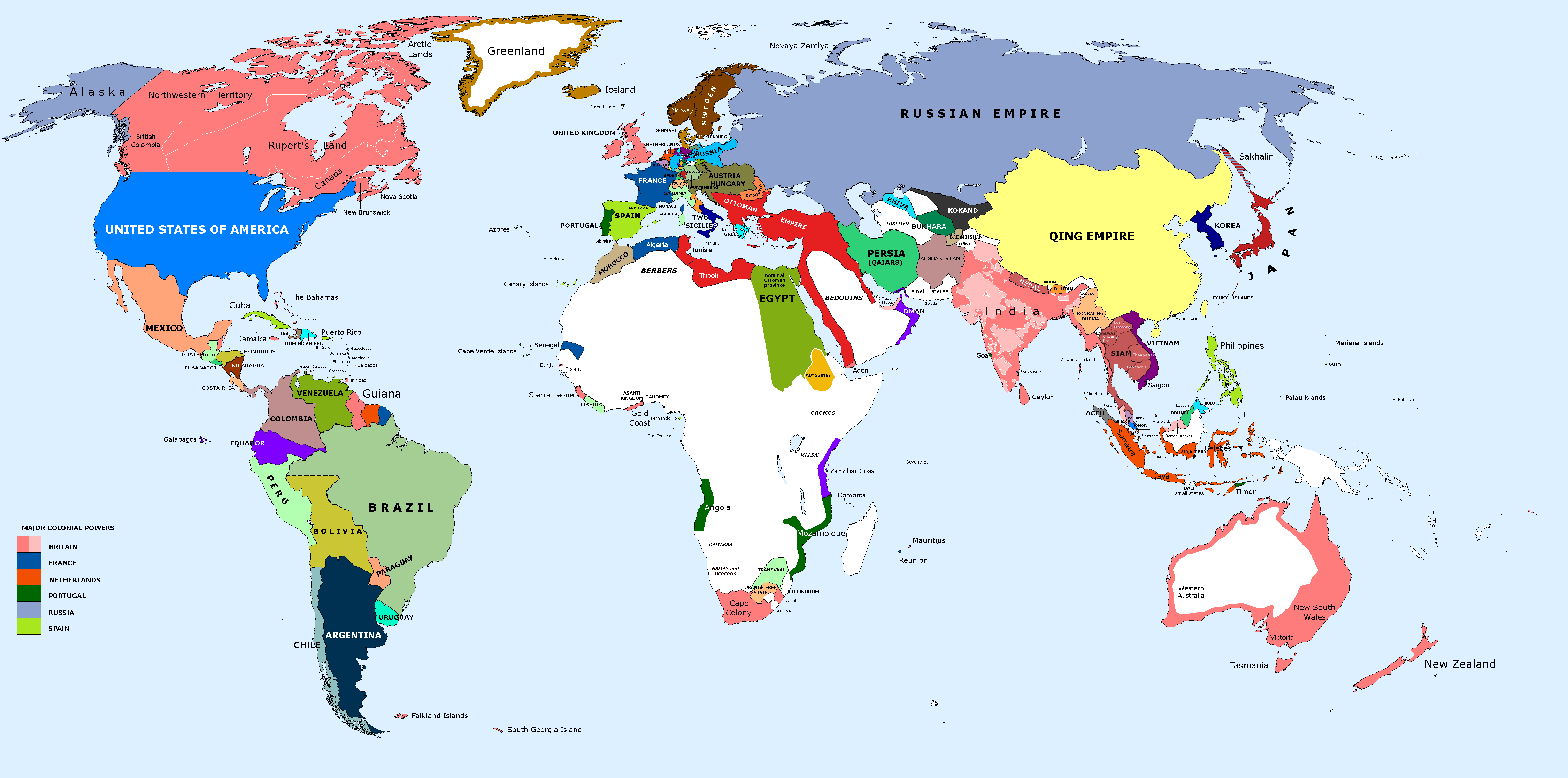
Globale territoriale Situation im Jahre 1859

Portal Geschichte | Portal Biografien | Aktuelle Ereignisse | Jahreskalender | Tagesartikel

◄ |
18. Jahrhundert |
19. Jahrhundert
| 20. Jahrhundert | ►

◄ |
1820er |
1830er |
1840er |
1850er
| 1860er | 1870er | 1880er | ►

◄◄ |
◄ |
1855 |
1856 |
1857 |
1858 |
1859
| 1860 | 1861 | 1862 | 1863 | ► | ►►
Staatsoberhäupter · Wahlen · Nekrolog · Kunstjahr · Literaturjahr · Musikjahr   · Sportjahr
| Januar | Januar | Januar | Januar | Januar | Januar | Januar | Januar |
| Kw     | Mo     | Di     | Mi     | Do     | Fr     | Sa     | So     |
| ------ | ------ | ------ | ------ | ------ | ------ | ------ | ------ |
| 52     |        |        |        |        |        | 1      | 2      |
| 1      | 3      | 4      | 5      | 6      | 7      | 8      | 9      |
| 2      | 10     | 11     | 12     | 13     | 14     | 15     | 16     |
| 3      | 17     | 18     | 19     | 20     | 21     | 22     | 23     |
| 4      | 24     | 25     | 26     | 27     | 28     | 29     | 30     |
| 5      | 31     |        |        |        |        |        |        |

| Februar | Februar | Februar | Februar | Februar | Februar | Februar | Februar |
| Kw      | Mo      | Di      | Mi      | Do      | Fr      | Sa      | So      |
| ------- | ------- | ------- | ------- | ------- | ------- | ------- | ------- |
| 5       |         | 1       | 2       | 3       | 4       | 5       | 6       |
| 6       | 7       | 8       | 9       | 10      | 11      | 12      | 13      |
| 7       | 14      | 15      | 16      | 17      | 18      | 19      | 20      |
| 8       | 21      | 22      | 23      | 24      | 25      | 26      | 27      |
| 9       | 28      |         |         |         |         |         |         |

| März | März | März | März | März | März | März | März |
| Kw   | Mo   | Di   | Mi   | Do   | Fr   | Sa   | So   |
| ---- | ---- | ---- | ---- | ---- | ---- | ---- | ---- |
| 9    |      | 1    | 2    | 3    | 4    | 5    | 6    |
| 10   | 7    | 8    | 9    | 10   | 11   | 12   | 13   |
| 11   | 14   | 15   | 16   | 17   | 18   | 19   | 20   |
| 12   | 21   | 22   | 23   | 24   | 25   | 26   | 27   |
| 13   | 28   | 29   | 30   | 31   |      |      |      |

| April | April | April | April | April | April | April | April |
| Kw    | Mo    | Di    | Mi    | Do    | Fr    | Sa    | So    |
| ----- | ----- | ----- | ----- | ----- | ----- | ----- | ----- |
| 13    |       |       |       |       | 1     | 2     | 3     |
| 14    | 4     | 5     | 6     | 7     | 8     | 9     | 10    |
| 15    | 11    | 12    | 13    | 14    | 15    | 16    | 17    |
| 16    | 18    | 19    | 20    | 21    | 22    | 23    | 24    |
| 17    | 25    | 26    | 27    | 28    | 29    | 30    |       |

| Mai | Mai | Mai | Mai | Mai | Mai | Mai | Mai |
| Kw  | Mo  | Di  | Mi  | Do  | Fr  | Sa  | So  |
| --- | --- | --- | --- | --- | --- | --- | --- |
| 17  |     |     |     |     |     |     | 1   |
| 18  | 2   | 3   | 4   | 5   | 6   | 7   | 8   |
| 19  | 9   | 10  | 11  | 12  | 13  | 14  | 15  |
| 20  | 16  | 17  | 18  | 19  | 20  | 21  | 22  |
| 21  | 23  | 24  | 25  | 26  | 27  | 28  | 29  |
| 22  | 30  | 31  |     |     |     |     |     |

| Juni | Juni | Juni | Juni | Juni | Juni | Juni | Juni |
| Kw   | Mo   | Di   | Mi   | Do   | Fr   | Sa   | So   |
| ---- | ---- | ---- | ---- | ---- | ---- | ---- | ---- |
| 22   |      |      | 1    | 2    | 3    | 4    | 5    |
| 23   | 6    | 7    | 8    | 9    | 10   | 11   | 12   |
| 24   | 13   | 14   | 15   | 16   | 17   | 18   | 19   |
| 25   | 20   | 21   | 22   | 23   | 24   | 25   | 26   |
| 26   | 27   | 28   | 29   | 30   |      |      |      |

| Juli | Juli | Juli | Juli | Juli | Juli | Juli | Juli |
| Kw   | Mo   | Di   | Mi   | Do   | Fr   | Sa   | So   |
| ---- | ---- | ---- | ---- | ---- | ---- | ---- | ---- |
| 26   |      |      |      |      | 1    | 2    | 3    |
| 27   | 4    | 5    | 6    | 7    | 8    | 9    | 10   |
| 28   | 11   | 12   | 13   | 14   | 15   | 16   | 17   |
| 29   | 18   | 19   | 20   | 21   | 22   | 23   | 24   |
| 30   | 25   | 26   | 27   | 28   | 29   | 30   | 31   |

| August | August | August | August | August | August | August | August |
| Kw     | Mo     | Di     | Mi     | Do     | Fr     | Sa     | So     |
| ------ | ------ | ------ | ------ | ------ | ------ | ------ | ------ |
| 31     | 1      | 2      | 3      | 4      | 5      | 6      | 7      |
| 32     | 8      | 9      | 10     | 11     | 12     | 13     | 14     |
| 33     | 15     | 16     | 17     | 18     | 19     | 20     | 21     |
| 34     | 22     | 23     | 24     | 25     | 26     | 27     | 28     |
| 35     | 29     | 30     | 31     |        |        |        |        |

| September | September | September | September | September | September | September | September |
| Kw        | Mo        | Di        | Mi        | Do        | Fr        | Sa        | So        |
| --------- | --------- | --------- | --------- | --------- | --------- | --------- | --------- |
| 35        |           |           |           | 1         | 2         | 3         | 4         |
| 36        | 5         | 6         | 7         | 8         | 9         | 10        | 11        |
| 37        | 12        | 13        | 14        | 15        | 16        | 17        | 18        |
| 38        | 19        | 20        | 21        | 22        | 23        | 24        | 25        |
| 39        | 26        | 27        | 28        | 29        | 30        |           |           |

| Oktober | Oktober | Oktober | Oktober | Oktober | Oktober | Oktober | Oktober |
| Kw      | Mo      | Di      | Mi      | Do      | Fr      | Sa      | So      |
| ------- | ------- | ------- | ------- | ------- | ------- | ------- | ------- |
| 39      |         |         |         |         |         | 1       | 2       |
| 40      | 3       | 4       | 5       | 6       | 7       | 8       | 9       |
| 41      | 10      | 11      | 12      | 13      | 14      | 15      | 16      |
| 42      | 17      | 18      | 19      | 20      | 21      | 22      | 23      |
| 43      | 24      | 25      | 26      | 27      | 28      | 29      | 30      |
| 44      | 31      |         |         |         |         |         |         |

| November | November | November | November | November | November | November | November |
| Kw       | Mo       | Di       | Mi       | Do       | Fr       | Sa       | So       |
| -------- | -------- | -------- | -------- | -------- | -------- | -------- | -------- |
| 44       |          | 1        | 2        | 3        | 4        | 5        | 6        |
| 45       | 7        | 8        | 9        | 10       | 11       | 12       | 13       |
| 46       | 14       | 15       | 16       | 17       | 18       | 19       | 20       |
| 47       | 21       | 22       | 23       | 24       | 25       | 26       | 27       |
| 48       | 28       | 29       | 30       |          |          |          |          |

| Dezember | Dezember | Dezember | Dezember | Dezember | Dezember | Dezember | Dezember |
| Kw       | Mo       | Di       | Mi       | Do       | Fr       | Sa       | So       |
| -------- | -------- | -------- | -------- | -------- | -------- | -------- | -------- |
| 48       |          |          |          | 1        | 2        | 3        | 4        |
| 49       | 5        | 6        | 7        | 8        | 9        | 10       | 11       |
| 50       | 12       | 13       | 14       | 15       | 16       | 17       | 18       |
| 51       | 19       | 20       | 21       | 22       | 23       | 24       | 25       |
| 52       | 26       | 27       | 28       | 29       | 30       | 31       |          |

| Januar | Januar | Januar | Januar | Januar | Januar | Januar | Januar |
| Kw     | Mo     | Di     | Mi     | Do     | Fr     | Sa     | So     |
| ------ | ------ | ------ | ------ | ------ | ------ | ------ | ------ |
| 52     |        |        |        |        |        | 1      | 2      |
| 1      | 3      | 4      | 5      | 6      | 7      | 8      | 9      |
| 2      | 10     | 11     | 12     | 13     | 14     | 15     | 16     |
| 3      | 17     | 18     | 19     | 20     | 21     | 22     | 23     |
| 4      | 24     | 25     | 26     | 27     | 28     | 29     | 30     |
| 5      | 31     |        |        |        |        |        |        |

| Februar | Februar | Februar | Februar | Februar | Februar | Februar | Februar |
| Kw      | Mo      | Di      | Mi      | Do      | Fr      | Sa      | So      |
| ------- | ------- | ------- | ------- | ------- | ------- | ------- | ------- |
| 5       |         | 1       | 2       | 3       | 4       | 5       | 6       |
| 6       | 7       | 8       | 9       | 10      | 11      | 12      | 13      |
| 7       | 14      | 15      | 16      | 17      | 18      | 19      | 20      |
| 8       | 21      | 22      | 23      | 24      | 25      | 26      | 27      |
| 9       | 28      |         |         |         |         |         |         |

| März | März | März | März | März | März | März | März |
| Kw   | Mo   | Di   | Mi   | Do   | Fr   | Sa   | So   |
| ---- | ---- | ---- | ---- | ---- | ---- | ---- | ---- |
| 9    |      | 1    | 2    | 3    | 4    | 5    | 6    |
| 10   | 7    | 8    | 9    | 10   | 11   | 12   | 13   |
| 11   | 14   | 15   | 16   | 17   | 18   | 19   | 20   |
| 12   | 21   | 22   | 23   | 24   | 25   | 26   | 27   |
| 13   | 28   | 29   | 30   | 31   |      |      |      |

| April | April | April | April | April | April | April | April |
| Kw    | Mo    | Di    | Mi    | Do    | Fr    | Sa    | So    |
| ----- | ----- | ----- | ----- | ----- | ----- | ----- | ----- |
| 13    |       |       |       |       | 1     | 2     | 3     |
| 14    | 4     | 5     | 6     | 7     | 8     | 9     | 10    |
| 15    | 11    | 12    | 13    | 14    | 15    | 16    | 17    |
| 16    | 18    | 19    | 20    | 21    | 22    | 23    | 24    |
| 17    | 25    | 26    | 27    | 28    | 29    | 30    |       |

| Mai | Mai | Mai | Mai | Mai | Mai | Mai | Mai |
| Kw  | Mo  | Di  | Mi  | Do  | Fr  | Sa  | So  |
| --- | --- | --- | --- | --- | --- | --- | --- |
| 17  |     |     |     |     |     |     | 1   |
| 18  | 2   | 3   | 4   | 5   | 6   | 7   | 8   |
| 19  | 9   | 10  | 11  | 12  | 13  | 14  | 15  |
| 20  | 16  | 17  | 18  | 19  | 20  | 21  | 22  |
| 21  | 23  | 24  | 25  | 26  | 27  | 28  | 29  |
| 22  | 30  | 31  |     |     |     |     |     |

| Juni | Juni | Juni | Juni | Juni | Juni | Juni | Juni |
| Kw   | Mo   | Di   | Mi   | Do   | Fr   | Sa   | So   |
| ---- | ---- | ---- | ---- | ---- | ---- | ---- | ---- |
| 22   |      |      | 1    | 2    | 3    | 4    | 5    |
| 23   | 6    | 7    | 8    | 9    | 10   | 11   | 12   |
| 24   | 13   | 14   | 15   | 16   | 17   | 18   | 19   |
| 25   | 20   | 21   | 22   | 23   | 24   | 25   | 26   |
| 26   | 27   | 28   | 29   | 30   |      |      |      |

| Juli | Juli | Juli | Juli | Juli | Juli | Juli | Juli |
| Kw   | Mo   | Di   | Mi   | Do   | Fr   | Sa   | So   |
| ---- | ---- | ---- | ---- | ---- | ---- | ---- | ---- |
| 26   |      |      |      |      | 1    | 2    | 3    |
| 27   | 4    | 5    | 6    | 7    | 8    | 9    | 10   |
| 28   | 11   | 12   | 13   | 14   | 15   | 16   | 17   |
| 29   | 18   | 19   | 20   | 21   | 22   | 23   | 24   |
| 30   | 25   | 26   | 27   | 28   | 29   | 30   | 31   |

| August | August | August | August | August | August | August | August |
| Kw     | Mo     | Di     | Mi     | Do     | Fr     | Sa     | So     |
| ------ | ------ | ------ | ------ | ------ | ------ | ------ | ------ |
| 31     | 1      | 2      | 3      | 4      | 5      | 6      | 7      |
| 32     | 8      | 9      | 10     | 11     | 12     | 13     | 14     |
| 33     | 15     | 16     | 17     | 18     | 19     | 20     | 21     |
| 34     | 22     | 23     | 24     | 25     | 26     | 27     | 28     |
| 35     | 29     | 30     | 31     |        |        |        |        |

| September | September | September | September | September | September | September | September |
| Kw        | Mo        | Di        | Mi        | Do        | Fr        | Sa        | So        |
| --------- | --------- | --------- | --------- | --------- | --------- | --------- | --------- |
| 35        |           |           |           | 1         | 2         | 3         | 4         |
| 36        | 5         | 6         | 7         | 8         | 9         | 10        | 11        |
| 37        | 12        | 13        | 14        | 15        | 16        | 17        | 18        |
| 38        | 19        | 20        | 21        | 22        | 23        | 24        | 25        |
| 39        | 26        | 27        | 28        | 29        | 30        |           |           |

| Oktober | Oktober | Oktober | Oktober | Oktober | Oktober | Oktober | Oktober |
| Kw      | Mo      | Di      | Mi      | Do      | Fr      | Sa      | So      |
| ------- | ------- | ------- | ------- | ------- | ------- | ------- | ------- |
| 39      |         |         |         |         |         | 1       | 2       |
| 40      | 3       | 4       | 5       | 6       | 7       | 8       | 9       |
| 41      | 10      | 11      | 12      | 13      | 14      | 15      | 16      |
| 42      | 17      | 18      | 19      | 20      | 21      | 22      | 23      |
| 43      | 24      | 25      | 26      | 27      | 28      | 29      | 30      |
| 44      | 31      |         |         |         |         |         |         |

| November | November | November | November | November | November | November | November |
| Kw       | Mo       | Di       | Mi       | Do       | Fr       | Sa       | So       |
| -------- | -------- | -------- | -------- | -------- | -------- | -------- | -------- |
| 44       |          | 1        | 2        | 3        | 4        | 5        | 6        |
| 45       | 7        | 8        | 9        | 10       | 11       | 12       | 13       |
| 46       | 14       | 15       | 16       | 17       | 18       | 19       | 20       |
| 47       | 21       | 22       | 23       | 24       | 25       | 26       | 27       |
| 48       | 28       | 29       | 30       |          |          |          |          |

| Dezember | Dezember | Dezember | Dezember | Dezember | Dezember | Dezember | Dezember |
| Kw       | Mo       | Di       | Mi       | Do       | Fr       | Sa       | So       |
| -------- | -------- | -------- | -------- | -------- | -------- | -------- | -------- |
| 48       |          |          |          | 1        | 2        | 3        | 4        |
| 49       | 5        | 6        | 7        | 8        | 9        | 10       | 11       |
| 50       | 12       | 13       | 14       | 15       | 16       | 17       | 18       |
| 51       | 19       | 20       | 21       | 22       | 23       | 24       | 25       |
| 52       | 26       | 27       | 28       | 29       | 30       | 31       |          |

## Ereignisse

### Politik und Weltgeschehen

#### Sardinischer Krieg

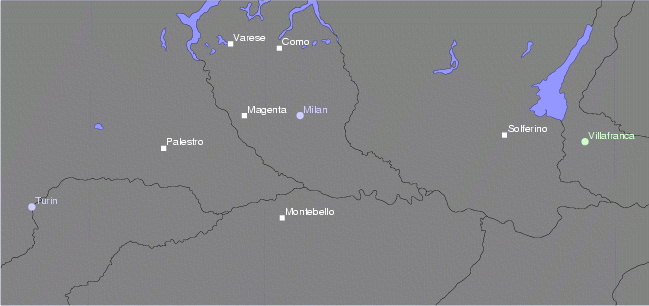
Schlachten des Sardinischen Krieges

- 29. April: Mit dem Einmarsch österreichischer Truppen beginnt der Sardinische Krieg zwischen dem Kaisertum Österreich und dem Königreich Sardinien-Piemont und dessen Verbündeten Frankreich um die italienischen Besitzungen der Habsburger.
- 20. Mai: In der Schlacht von Montebello erkämpfen die italienisch-französischen Truppen gegenüber einem österreichischen Heer den Sieg.

Schlacht bei Varese

- 26. Mai: Italienische Freiwilligenverbände unter Giuseppe Garibaldi besiegen österreichische Truppen unter der Führung von Karl von Urban in der Schlacht von Varese. Die Truppen von Sardinien-Piemont können daraufhin bis Como vorrücken.
- 26./27. Mai: Auch in der Schlacht von San Fermo besiegt Garibaldi die Truppen Urbans.
- 31. Mai: Frankreich und Sardinien siegen in der Schlacht von Palestro.
- 3. Juni: Der französische Kaiser Napoleon III. besiegt die Österreicher in der Schlacht von Boffalora. Gleichzeitig siegen die Franzosen auch in der Schlacht von Turbigo.

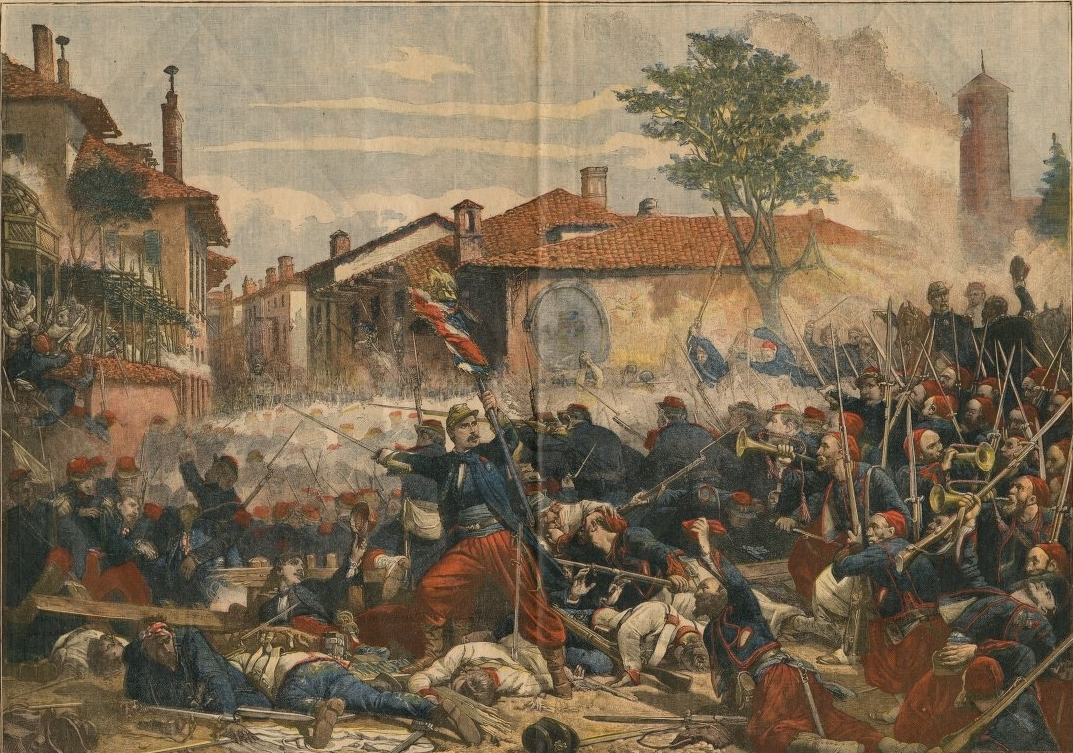
Schlacht bei Magenta, Adolphe Yvon

- 4. Juni: In der Schlacht bei Magenta erleidet Österreich eine Niederlage im Sardinischen Krieg. Der mit Österreich verbündete Herzog von Modena, Franz V., muss sein Land im Anschluss an die Schlacht verlassen. Auch Louise Marie Thérèse d’Artois, Regentin von Parma, verlässt das Herzogtum am 9. Juni.
- 15. Juni: Die Österreicher siegen in der Schlacht von Treponti.
- 24. Juni: Die Niederlage der Österreicher in der Schlacht von Solferino entscheidet den Sardinischen Krieg. Am gleichen Tag findet auch die Schlacht von San Martino statt.
- 11. Juli: Frankreich und Österreich schließen den Vorfrieden von Villafranca.

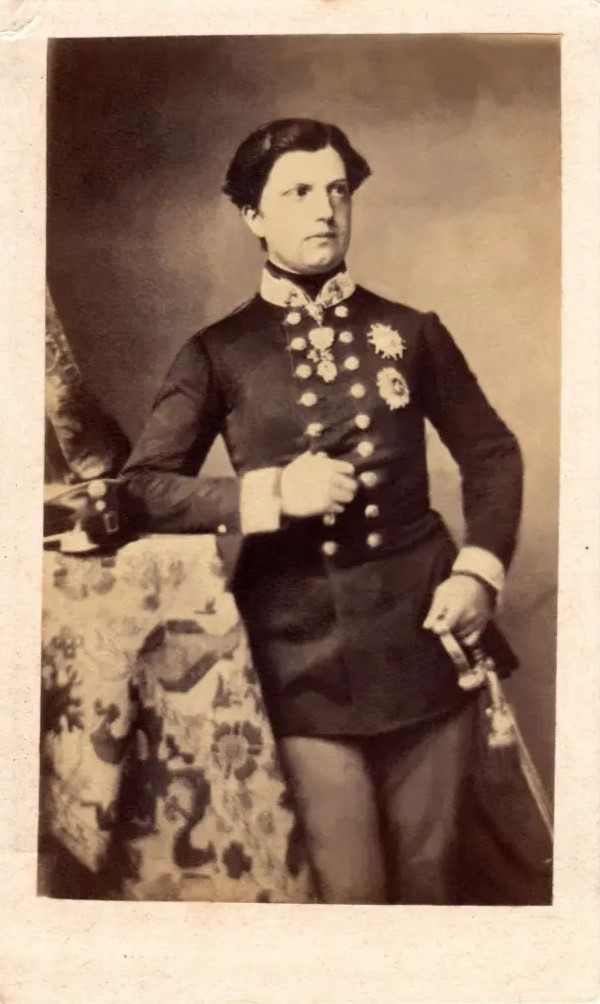
Ferdinand IV.

- 21. Juli: Großherzog Leopold II. von Toscana aus dem Haus Habsburg, der sein Land schon am 27. April vor Ausbruch des Krieges verlassen hat, dankt zugunsten seines Sohnes Ferdinand IV. ab.

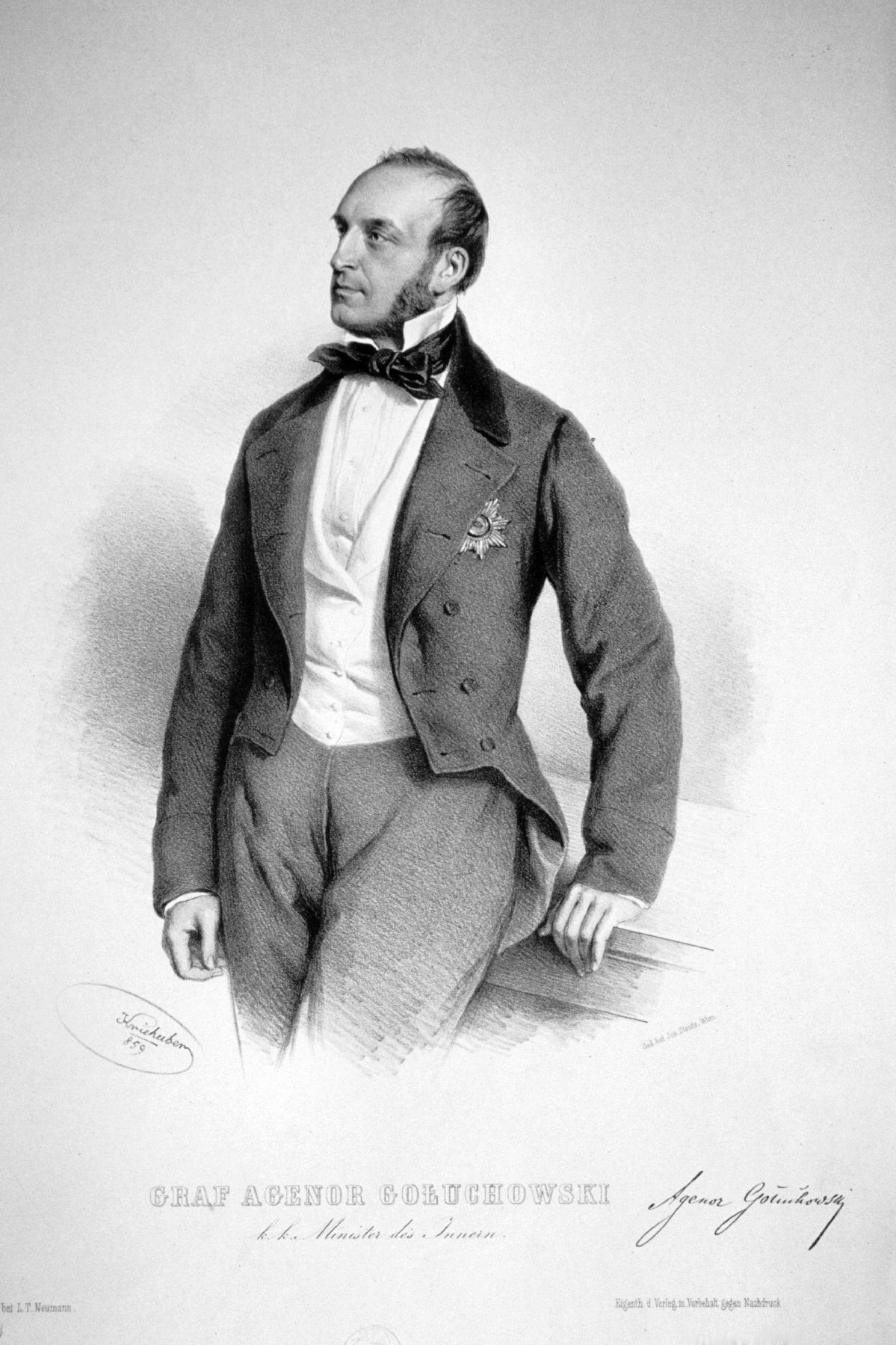
Agenor Gołuchowski 1859, Lithographie von Josef Kriehuber

- 22. August: Agenor Gołuchowski wird zum Nachfolger des wegen der militärischen Niederlage zurückgetretenen österreichischen Staatsministers Alexander von Bach ernannt.
- 10. November: Österreich, Frankreich und Sardinien-Piemont unterzeichnen den Frieden von Zürich und beenden damit den Sardinischen Krieg. Österreich tritt seine Rechte an der Lombardei an Frankreich ab, allerdings ohne die Festungen Peschiera del Garda und Mantua, die am Mincio, dem Grenzfluss zu Venetien liegen. Venetien und das oberitalienische Festungsviereck bleiben unter österreichischer Herrschaft. Frankreich überträgt die Rechte an der Lombardei an Sardinien. Sardinien wiederum übernimmt 60 % der Schuld des Lombardisch-Venetianischen Leihhauses sowie 40 Millionen Gulden der Nationalanleihe von 1854. Die Rückkehr des Großherzogs von Toscana, des Herzogs von Modena und des Herzogs von Parma, die im Vorfrieden von Villafranca ausgehandelt worden ist, wird in diesem Vertrag nicht mehr erwähnt.

#### Schweiz

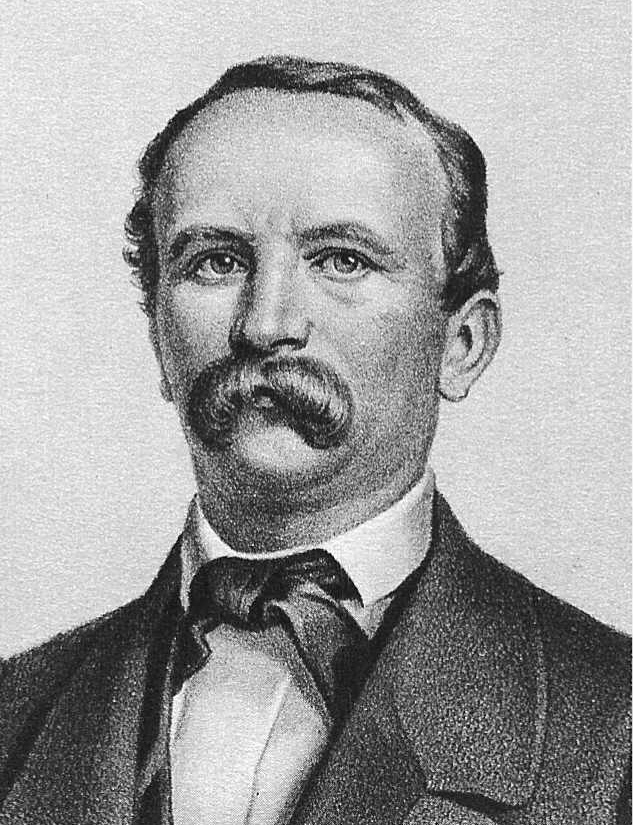
Jakob Stämpfli

- 1. Januar: Jakob Stämpfli wird zum zweiten Mal Bundespräsident der Schweiz.
- 27. Juni: Der Basler Grossrat beschließt mit seinem Gesetz zur Stadterweiterung den Abriss der Basler Stadtmauer.
- 30. Juli: Das Reislaufen wird per Gesetz verboten.

#### Weitere Ereignisse in Europa
- 17. Januar/5. Februar: Unter Alexandru Ioan Cuza werden die beiden Fürstentümer Moldau und Walachei in Personalunion vereinigt. Das bildet die Grundlage für das 1861 gegründete Fürstentum Rumänien.
- April/Mai: Die Liberal Party gewinnt die Wahlen in Großbritannien. Edward Geoffrey Smith Stanley, 14. Earl of Derby wird nach nur einem Jahr wieder von Henry John Temple, 3. Viscount Palmerston als Premierminister abgelöst.
- 22. Mai: Franz II., der am 3. Februar Herzogin Marie in Bayern geheiratet hat, folgt im Königreich beider Sizilien seinem verstorbenen Vater Ferdinand II. als neuer König.
- 4. Juni: Österreich tritt der Dresdner Konvention bei und ermöglicht dadurch deutschen Staatsbürgern die Einreise ohne Reisepass und Visum.

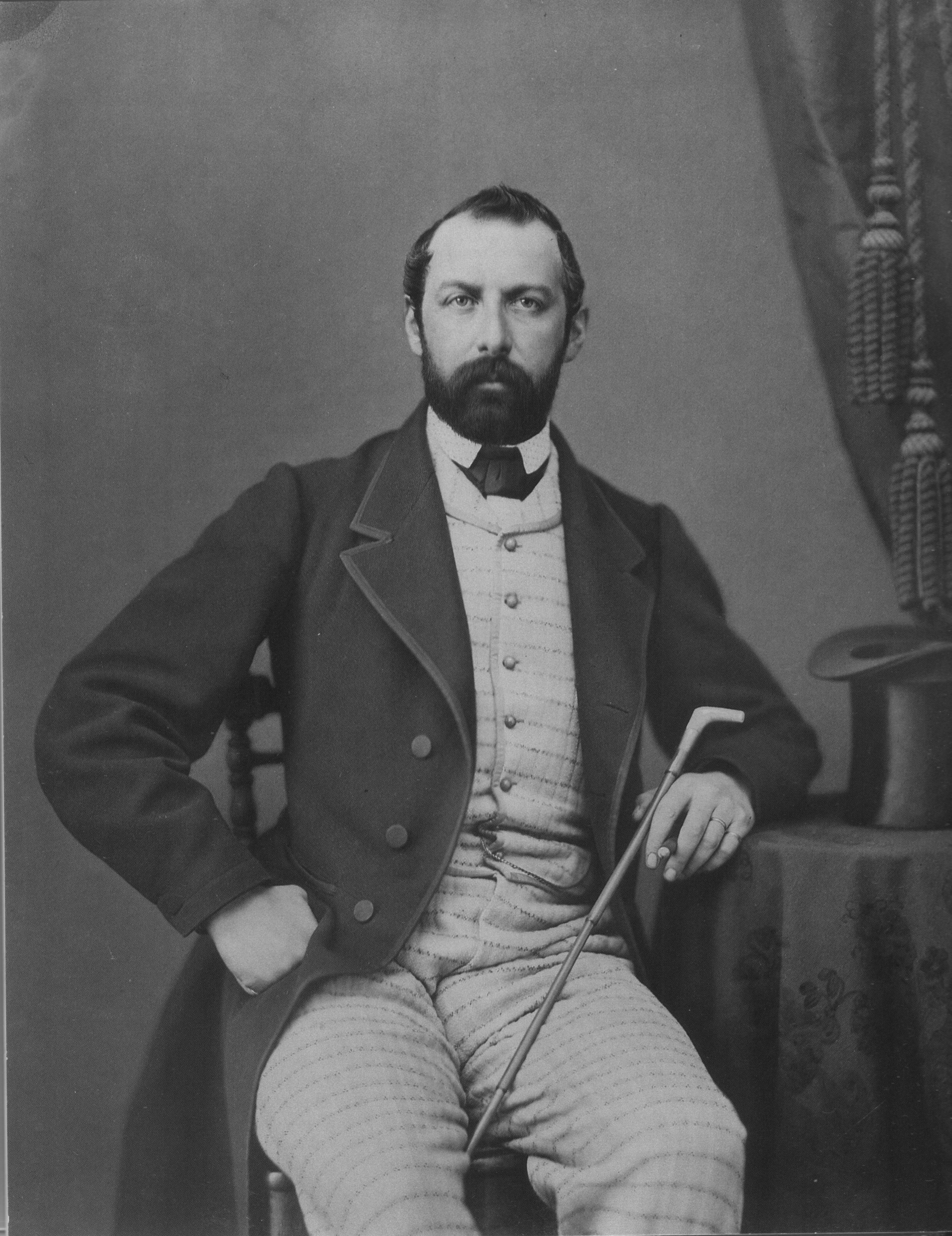
Karl XV.

- 8. Juli: Karl XV. folgt seinem verstorbenen Vater Oskar I. auf den Thron als König von Schwedens. Als Karl IV. wird er damit gleichzeitig auch König von Norwegen, das mit Schweden in Personalunion verbunden ist. Der neue König ist ein Anhänger des Skandinavismus.

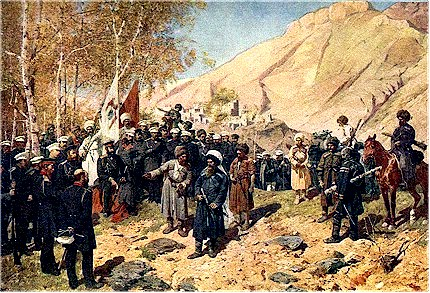
Imam Schamil ergibt sich (Gemälde von Franz Roubaud, 1886)

- 25. August: Imam Schamil, religiös-politischer Führer der muslimischen Bergvölker Dagestans und Tschetscheniens, ergibt sich den russischen Truppen im Kaukasuskrieg in seiner Heimatstadt Gunib. Er wird nach Sankt Petersburg gebracht und anschließend nach Kaluga in die Verbannung geschickt. Der russische Eroberungsfeldzug konzentriert sich in der Folge auf die Gebiete der Tscherkessen.
- 15./16. September: Nach der Formulierung der 2. Eisenacher Erklärung am 14. August erfolgt die offizielle Gründung des für die Kleindeutsche Lösung in der Deutschen Frage eintretenden Deutschen Nationalvereins in Frankfurt am Main.

#### Spanien/Marokko
- Sidi Muhammad IV. wird nach dem Tod seines Vaters Mulai Abd ar-Rahman Sultan der Alawiden in Marokko.
- 22. Oktober: Spanien erklärt Marokko den Krieg, nachdem Rif-Bewohner zuvor mehrmals in die spanischen Besitzungen eingefallen waren.

#### Kolonien in Asien
- 20. April: Im Vertrag von Lissabon werden die Aufteilung und der Austausch portugiesischer und niederländischer Besitzungen auf dem Solor- und Timorarchipel zwischen Portugal und den Niederlanden vereinbart. Es ist die erste offizielle Einigung zwischen den beiden Kolonialmächten über die Gebietsaufteilung in Südostasien.
- 29. April: Der im Vorjahr ernannte Afonso de Castro tritt sein Amt als Gouverneur von Portugiesisch-Timor an. Er löst Luís Augusto de Almeida Macedo ab.

#### Japan
- Die sogenannten Ansei-Säuberungen unter Ii Naosuke werden fortgesetzt. Er versucht damit, seine politischen Gegner auszuschalten und das Tokugawa-Shogunat zu bewahren.

#### Australien
- 10. Dezember: Durch Proklamation von Königin Victoria wird Queensland als eigene Kolonie von New South Wales abgetrennt.

#### Nordamerika

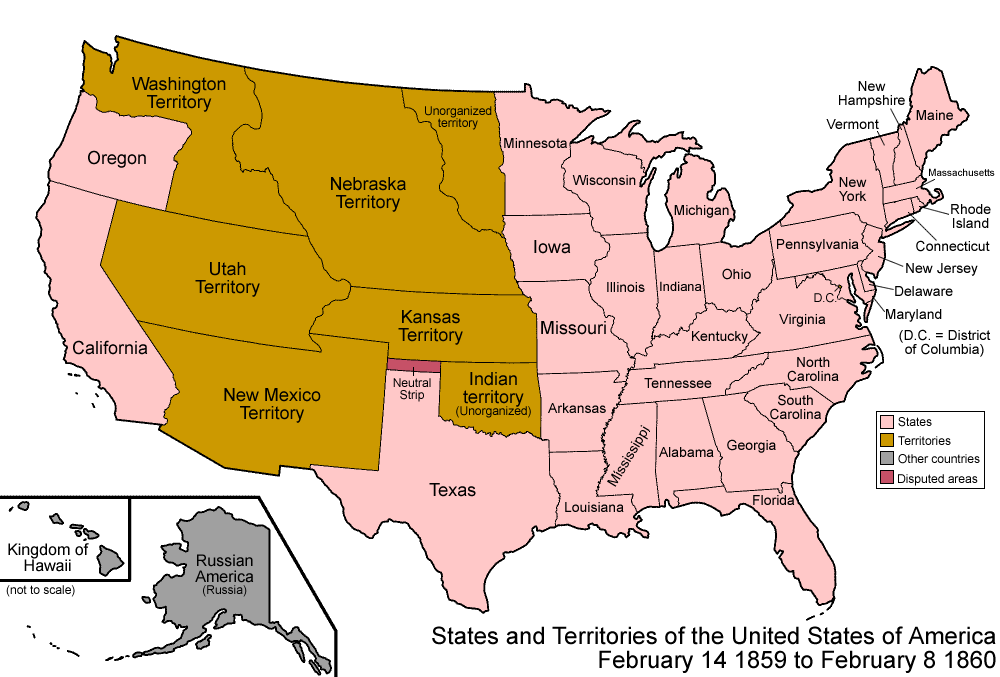
Vereinigte Staaten 1859–60

- 14. Februar: Oregon wird in seinen heutigen Grenzen aus dem Oregon-Territorium herausgelöst und als 33. Bundesstaat in die Vereinigten Staaten aufgenommen. Erster Gouverneur wird John Whiteaker, der den bisherigen Territorialgouverneur George Law Curry ablöst. Der Ostteil des Territoriums wird dem Washington-Territorium zugeschlagen.
- 28. Februar: Im New-Mexico-Territorium, auf dem Gebiet des heutigen Arizona, wird das erste Indianerreservat gegründet, die Gila River Indian Reservation.
- 15. Juni: Der US-amerikanische Farmer Lyman Cutlar erschießt auf den San Juan Islands ein Schwein, das sich an seinen Kartoffeln gütlich tut. Das Tier, das einem Mitarbeiter der britischen Hudson’s Bay Company gehört, ist das einzige Opfer im darauf folgenden Schweinekonflikt zwischen den Vereinigten Staaten und Großbritannien. Der Konflikt um den Grenzverlauf zwischen dem Washington-Territorium und British Columbia wird erst am 21. Oktober 1872 durch einen Schiedsspruch des deutschen Kaisers Wilhelm I. beigelegt.

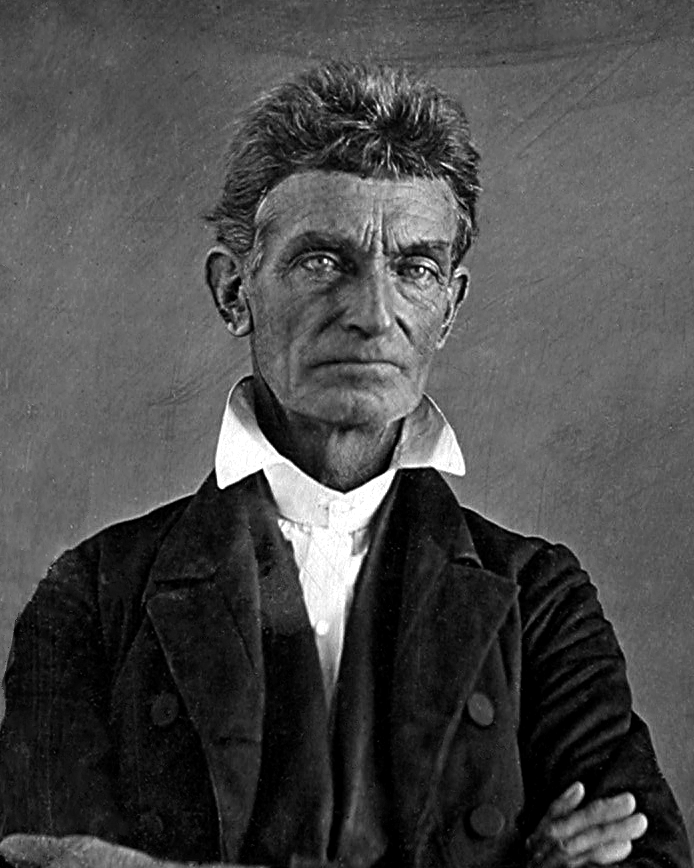
John Brown

- 16. Oktober: John Brown beginnt einen bewaffneten Aufstand zur Sklavenbefreiung in Harpers Ferry, Virginia, der schon nach zwei Tagen scheitert.
- 24. Oktober: Das Jefferson-Territorium wird gegründet. Es schließt Teile des Kansas-Territoriums, des Nebraska-Territoriums, des New-Mexico-Territoriums, des Utah-Territoriums und des Washington-Territoriums ein, wird aber von der US-Bundesregierung nicht anerkannt.
- 2. Dezember: In Charles Town, West Virginia, stirbt der wegen Mordes, Anzetteln eines Sklavenaufstands und Landesverrat verurteilte John Brown, einer der Anführer der Anti-Sklaverei-Guerilla in den USA, am Galgen. Der nach seiner Hinrichtung komponierte Marsch John Brown’s Body wird im Sezessionskrieg ein beliebtes Kampflied der Unionstruppen.
- Ein Jahr nach Gründung der Irischen Republikanischen Bruderschaft in Dublin wird in New York die Fenian Brotherhood mit den gleichen Zielen gegründet.

#### Lateinamerika

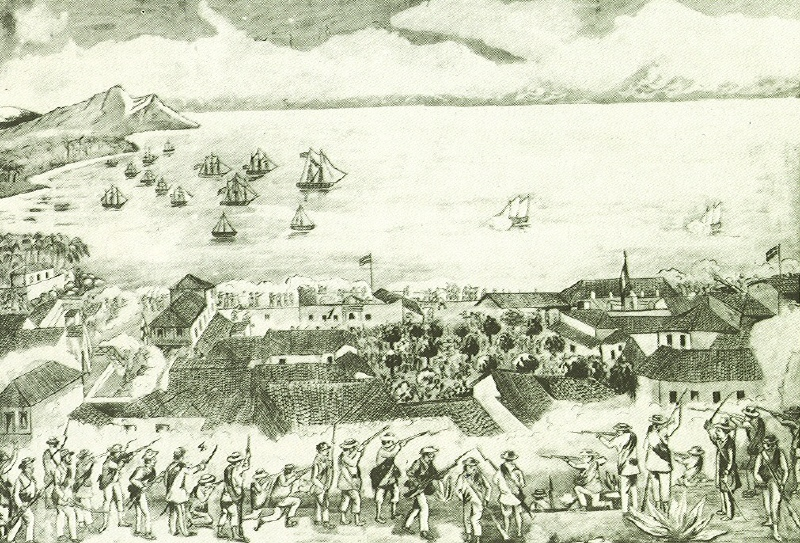
Schlacht von Maiquetía

- 20. Februar: In Venezuela bricht der Föderale Krieg aus. Oberstleutnant Tirso Salaverría besetzt in einem Handstreich den Militärstützpunkt in Coro und gibt damit das Signal zum Aufstand der Föderalisten. Zu einer ersten größeren Schlacht kommt es am 2. September bei Maiquetía, danach am 10. Dezember bei Barinas. Dabei siegen die Föderalisten unter Führung von General Ezequiel Zamora. Zamora kann seine Kontrolle der Llanos festigen und den Vormarsch der Liberalen nach Norden vorbereiten.
- In Mexiko wird unter der Führung des reaktionären Generals Leonardo Márquez die liberale Hochburg Tacubaya eingenommen und die Gefangenen, sowie Mediziner, die Liberale behandelt hatten, massakriert. Márquez wird dafür von Miguel Miramón am 11. April zum Divisionsgeneral befördert.
- 23. Oktober: In Cañada de Cepeda (Santa Fe, Argentinien) findet die Schlacht von Cepeda statt, nachdem sich die Provinz Buenos Aires von der argentinischen Konföderation gelöst hat, um einen eigenen unabhängigen Staat zu bilden. Die Konföderierten, angeführt von Justo José de Urquiza, besiegen die Truppen der Provinz unter Bartolomé Mitre. Am 11. November unterzeichnen Buenos Aires und die Konföderation nach Vermittlung durch den paraguayischen Kriegsminister Francisco Solano López den San José de Flores Pact, durch den Buenos Aires de iure wieder Mitglied der Konföderation wird. Der Provinz werden aber gewisse Privilegien zugestanden.

### Wirtschaft

#### Der Suezkanal

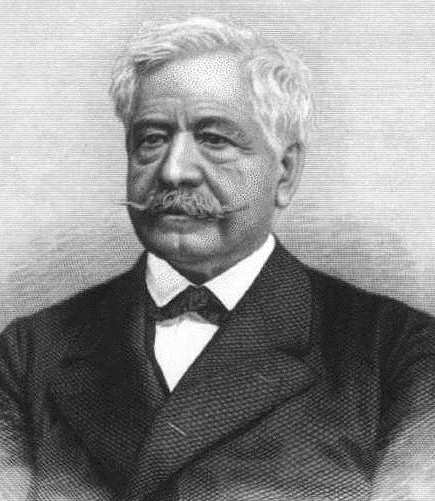
Ferdinand de Lesseps

- 25. April: Der Bau des Suezkanals beginnt – noch ohne Genehmigung – mit dem ersten Spatenstich nahe dem heutigen Port Said durch Ferdinand Vicomte de Lesseps.

#### Goldrausch, Silberrausch und Erdölboom
- 15. Januar: Im Nebraska-Territorium wird die erste Goldader im späteren US-Bundesstaat Colorado entdeckt, was dem schon eingesetzten Pikes Peak Goldrausch im Mittelwesten der USA neuen Auftrieb verleiht. Die Region um Gold Hill wird für die Besiedlung durch Bergleute attraktiv. Am 6. Mai wird durch den Goldsucher John H. Gregory weiter südlich eine weitere Goldader gefunden, am 16. Juni wird die Stadt Golden gegründet.
- 27. August: Edwin L. Drake stößt bei Titusville in Pennsylvania, wo 1857 plötzlich Erdöl aus dem Boden gesickert ist, bei seiner Bohrung auf den begehrten Rohstoff. Durch die nun mögliche industrielle Förderung beginnt das Zeitalter der Petroleumindustrie.
- Im Nevada-Territorium wird nahe der Hauptstadt Carson City die Silbererzader Comstock Lode entdeckt. Im darauf folgenden Silberrausch entsteht die Stadt Virginia City.

#### Patente
- 20. September: Auf den von ihm erfundenen Elektroherd erhält George B. Simpson ein US-Patent.
- Henry Steinway jr. erhält in den USA das Patent für die Kreuzbesaitung von Flügeln.

#### Unternehmensgründungen
- 7. Juni: Die Chicago and North Western Railway mit Sitz in Chicago wird gegründet.
- Mathias Salcher gründet in Harland die Eisengarnfabrik Mathias Salcher & Söhne. Leiter dieser Fabrik wird sein Sohn Josef Salcher.
- In Österreich wird die Südbahngesellschaft gegründet. Als Nachfolgebetrieb der k.k. Südlichen Staatsbahn führt die Gesellschaft den Betrieb der Bahnstrecke Wien-Triest, die auch die Semmeringbahn einschließt. Das Kapital stammt überwiegend von französischen Investoren.
- George Huntington Hartford und George Gilman gründen The Great American Tea Company.

#### Verkehr
- 1. Januar: Die von der Köln-Mindener Eisenbahn-Gesellschaft errichtete erste Teilstrecke der Bahnstrecke Deutz–Gießen zwischen Deutz und Hennef wird eröffnet.
- 17. Mai: Mit der Eröffnung des Streckenabschnitts von Trient nach Bozen ist die Streckenführung der zukünftigen Brennerbahn durch das Etschtal vollendet.
- 18. August: Die von den Großherzoglich Badischen Staatseisenbahnen gemeinsam mit der Schweizerischen Nordostbahn errichtete Rheinbrücke Waldshut–Koblenz wird in Betrieb genommen. Die damit fertiggestellte Bahnstrecke Turgi–Koblenz–Waldshut ist die erste Verbindung zwischen der Badischen Hauptbahn und dem schweizerischen Eisenbahnnetz.

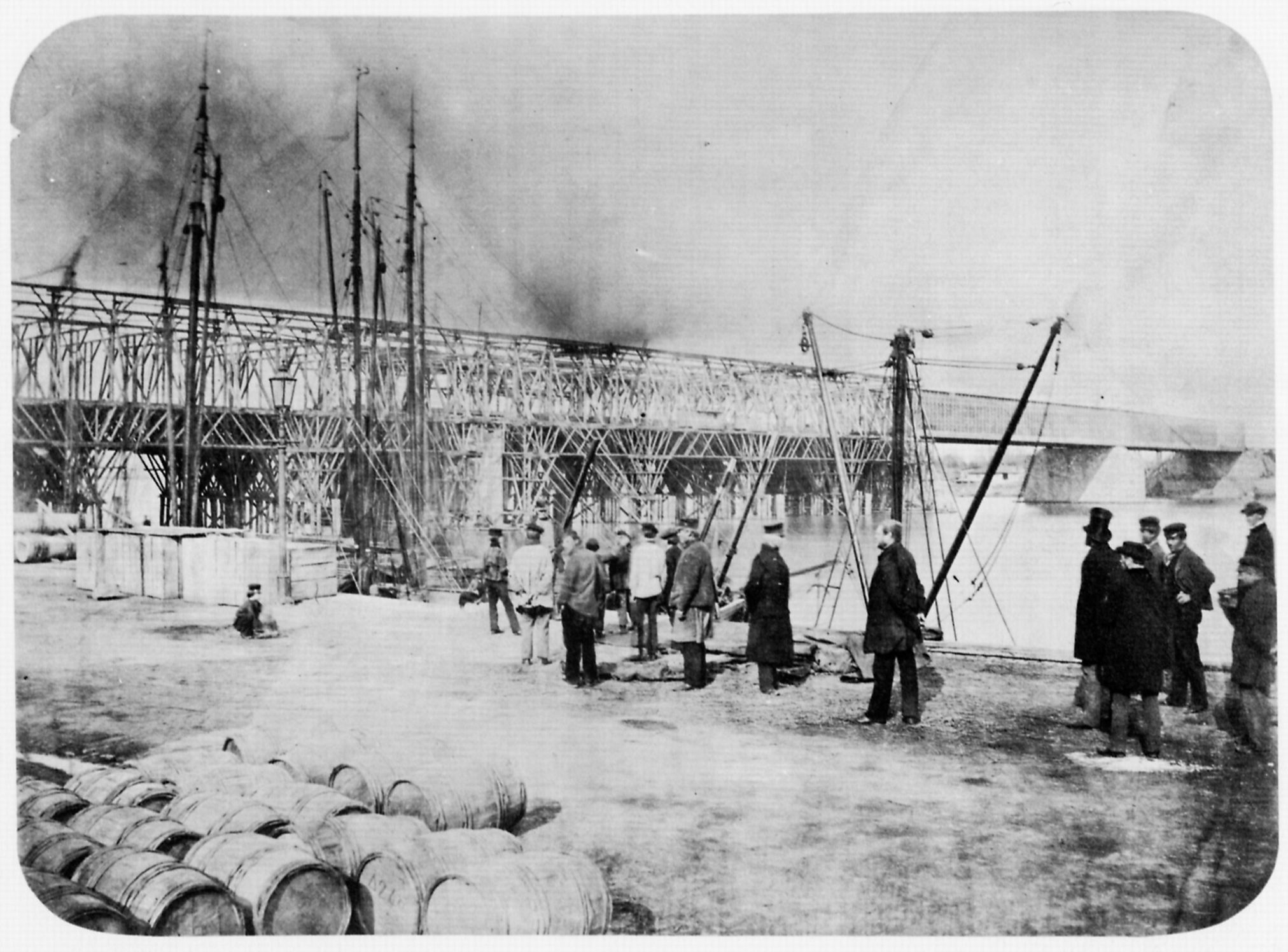
Bau der Dombrücke, 1859

- Oktober: Die Dombrücke, die zweite Eisenbahnbrücke über den Rhein, wird eröffnet.

#### Sonstiges
- 20. Dezember: In Österreich wird eine neue Gewerbe-Ordnung erlassen, mit der die Gewerbefreiheit eingeführt wird. Sie tritt am 1. Mai 1860 in Kraft.

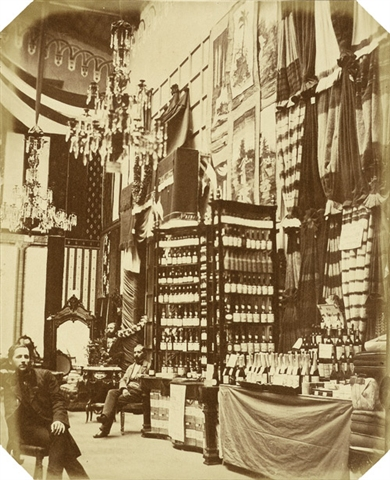
Die Gewerbeausstellung 1859

- Die sechste und letzte Gewerbeausstellung im Königreich Hannover wird durch den Gewerbeverein für das Königreich Hannover veranstaltet.

### Wissenschaft und Technik

#### Die Novara-Expedition
- 2. Januar: Die Novara-Expedition, eine österreichische Forschungsreise, die 1857 begonnen hat, verlässt Neuseeland.
- 2. bis 23. Februar: Aufenthalt auf Tahiti
- 24. April: Aufenthalt vor Valparaíso
- 1. August: Die Expedition erreicht Gibraltar.
- 26. August: Die Novara-Expedition geht nach mehr als zweijähriger Fahrt mit der Rückkehr der Fregatte Novara nach Triest zu Ende.

#### Afrikaforschung
- 16. September: Der Njassasee wird von David Livingstone und seinen Begleitern als ersten Europäern gesichtet.

#### Naturwissenschaften

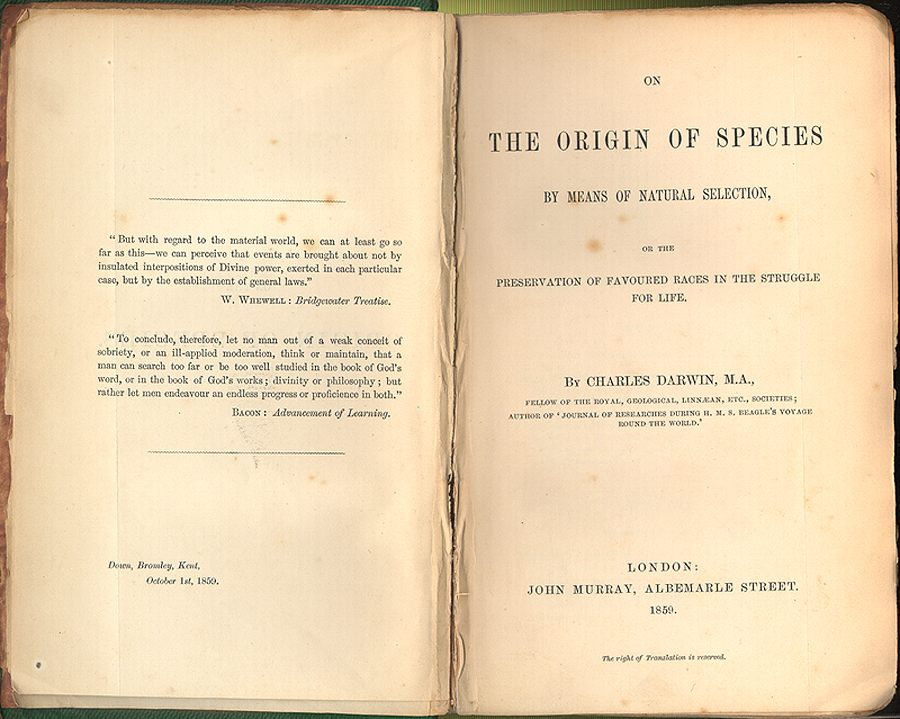
Charles Darwin: The Origin of Species

- 24. November: Charles Darwins Werk On the Origin of Species, die grundlegende Arbeit im Bereich seiner Evolutionstheorie, wird veröffentlicht. Die erste Auflage ist schon nach kurzer Zeit vergriffen.
- Gustav Robert Kirchhoff und Robert Wilhelm Bunsen finden heraus, dass verschiedene chemische Elemente die Flamme eines Gasbrenners auf charakteristische Weise färben und legen damit die Grundlage für die Spektroskopie. Im Zuge dieser Forschungen stellt Kirchhoff sein Gesetz der Wärmestrahlung auf, das als Kirchhoffsches Strahlungsgesetz Bekanntheit erlangt.
- Der österreichische Arzt und Botaniker Friedrich Welwitsch entdeckt in der portugiesischen Kolonie Angola die Pflanze Welwitschie.
- George Engelmanns umfangreich illustriertes Werk Cactaceae of the Boundary wird veröffentlicht, das einen Überblick aller bis dahin bekannten nordamerikanischen Kakteenarten gibt.
- Der britische Botaniker Joseph Dalton Hooker führt die Erstbeschreibung der Kannenpflanze Nepenthes rajah durch.

#### Philosophie/Politikwissenschaften/Ökonomie
- Januar: Karl Marx veröffentlicht das Werk Zur Kritik der politischen Ökonomie.

#### Schiffsbau

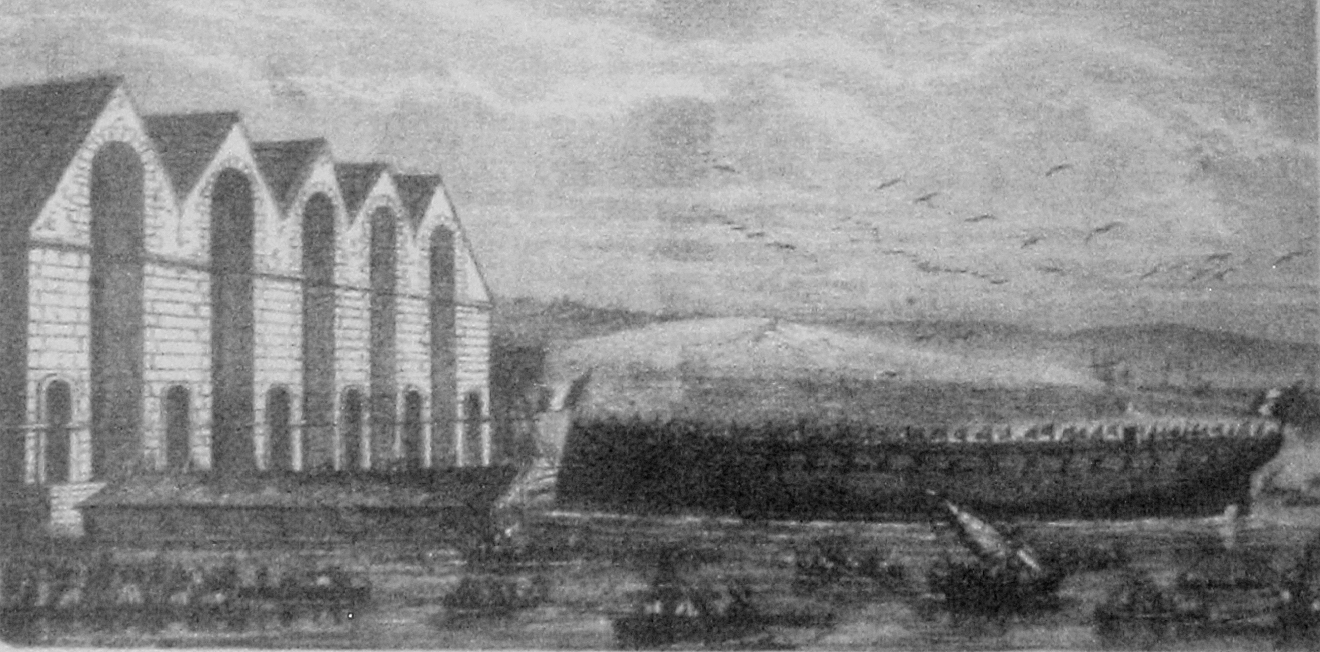
Der Stapellauf der La Gloire,
Druck von 1860

- 24. November: Die vom französischen Schiffbauingenieur Henri Dupuy de Lôme entworfene Dampffregatte La Gloire, das welterste hochseetaugliche Panzerschiff, hat in der Werft von Toulon ihren Stapellauf. Sie stellt einen Wendepunkt im Kriegsschiffbau dar.

#### Theologie und Geschichte
- 7. Februar: Der Codex Sinaiticus wird von Konstantin von Tischendorf im Katharinenkloster am Berg Sinai (Ägypten) gefunden.

### Kultur und Gesellschaft

#### Architektur
- Im Auftrag des Impresarios Rudolf Cerf errichtet der Architekt Eduard Titz nach Plänen von Carl Ferdinand Langhans das Berliner Victoria-Theater, ein einzigartiges architektonisches Experiment, das ein Sommer- und ein Wintertheater, das heißt einen auf die Seiten hin offenen und einen geschlossenen Zuschauerraum mit dazwischen liegender gemeinsamer Bühne in sich vereint.

#### Bildende Kunst

Manet: Der Absinthtrinker

- Édouard Manet bietet sein im Vorjahr begonnenes Werk Der Absinthtrinker dem zweijährlich stattfindenden Salon de Paris an. Das Bild wird von der Jury jedoch abgelehnt, nur Eugène Delacroix spricht sich für die Aufnahme in die Ausstellung aus.

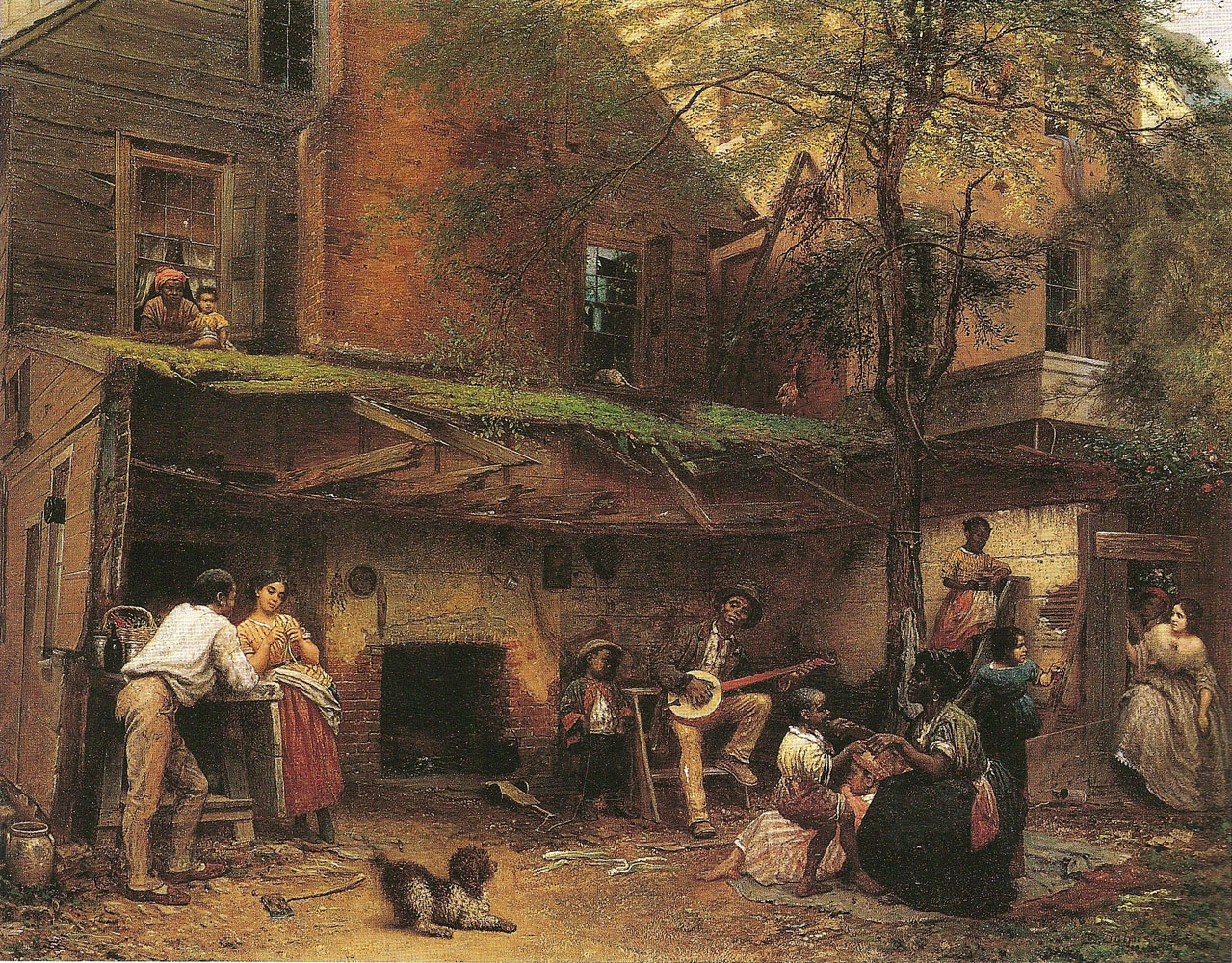
Negro Life at the South

- Eastman Johnson malt sein berühmtestes Werk Negro Life at the South.

#### Musik und Theater
- 22. Januar: Bei der Uraufführung des 1. Klavierkonzerts von Johannes Brahms am Königlichen Hoftheater in Hannover unter der Leitung von Joseph Joachim sitzt der Komponist selbst am Klavier. Eine weitere Aufführung erfolgt am 27. Januar im Gewandhaus in Leipzig. Die Kritiken sind vernichtend.
- 17. Februar: Die Oper Un ballo in maschera (Ein Maskenball) von Giuseppe Verdi wird mit triumphalem Erfolg im Teatro Apollo in Rom uraufgeführt.
- 19. März: Die Uraufführung der Oper Faust von Charles Gounod findet am Théâtre-Lyrique in Paris statt. Das Werk mit dem Libretto von Jules Barbier und Michel Carré nach Goethes Faust I ist von Beginn an ein großer Erfolg.
- 31. März: Das Stück Lohengrin von Johann Nestroy und Carl Binder hat seine Uraufführung am Carltheater in Wien. Das Stück parodiert die Oper Lohengrin von Richard Wagner, Nestroys zweites derartiges Stück nach der Travestie Tannhäuser. Im Gegensatz zu diesem reagieren Publikum und Kritik diesmal enttäuscht.
- 4. April: Die erste Fassung der Opéra-comique Dinorah ou Le pardon de Ploërmel von Giacomo Meyerbeer hat ihre Uraufführung an der Opéra-Comique in Paris. Das Libretto stammt von Jules Barbier unter Mitarbeit von Michel Carré auf der Basis von dessen Erzählung Les chercheurs de trésor. Bereits Ende des Jahres kommt es auch zur deutschsprachigen Erstaufführung am herzoglichen Hoftheater in Coburg.

#### Literatur

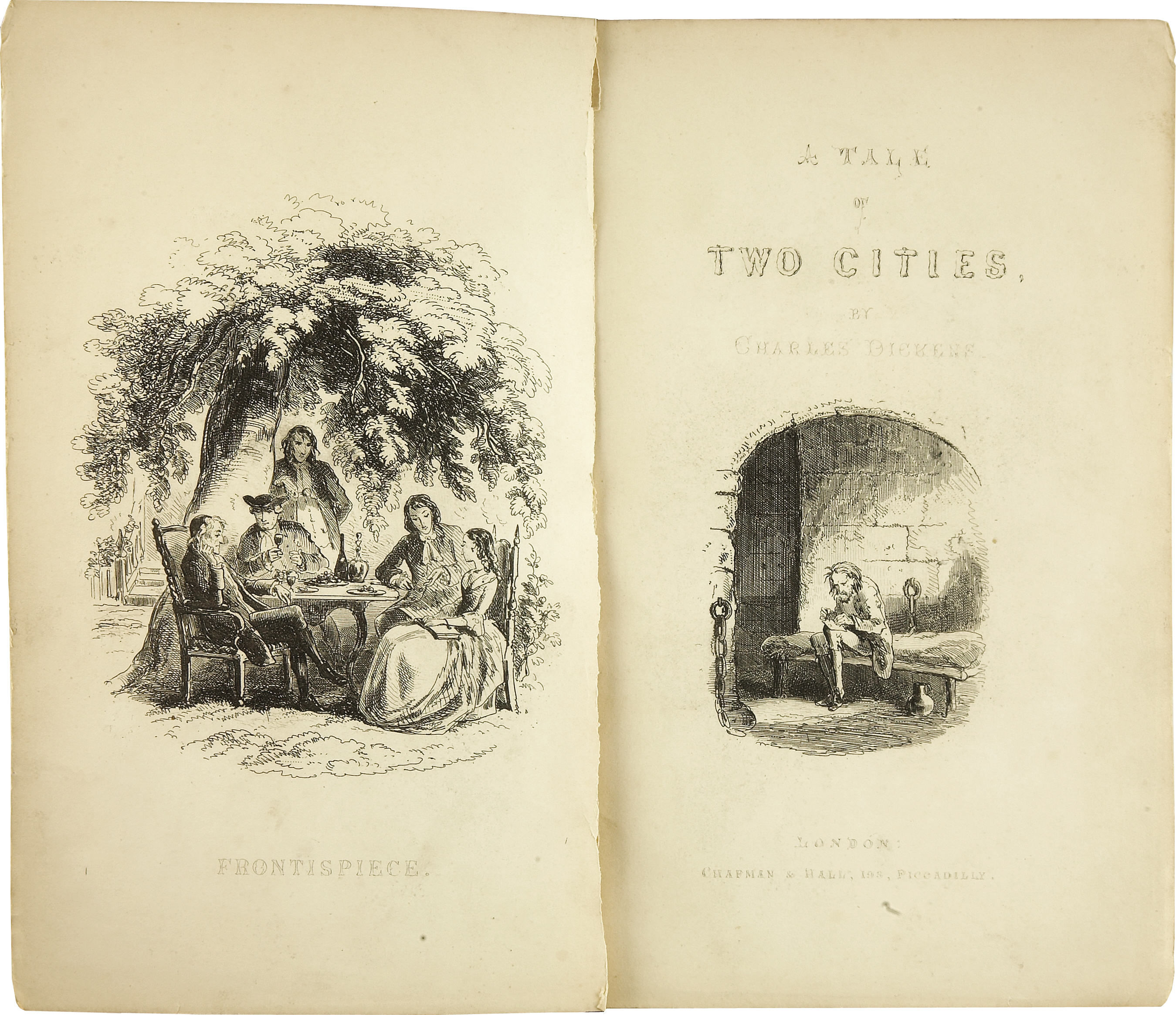
Charles Dickens: A Tale of Two Cities

Einzelszene aus Die kleinen Honigdiebe

#### Sonstiges
- 31. Mai: Big Ben ertönt mit dem Westminsterschlag erstmals vom Uhrturm des Palace of Westminster.
- 28. Juni: Im britischen Newcastle upon Tyne findet die weltweit erste Hundeausstellung statt.
- 20. September: In Kopenhagen öffnet der erste dänische Zoo seine Pforten für die Besucher.
- Oktober: Vier Jahre nach ihrer Gründung im Jahre 1855 wird die Deutsche Schillerstiftung zum 100. Geburtstag des Dichters konstituiert.
- 8. bis 10. November: Anlässlich des 100. Geburtstages von Friedrich Schiller wird an allen deutschen Hochschulen und Universitäten das Schillerfest begangen.
- 12. November: Jules Léotard führt im Pariser Cirque Napoléon als erster Mensch einen Salto vom Trapez vor. Der Luftseilakt Fliegendes Trapez ist geboren.
- Das Freie Deutsche Hochstift wird gegründet.
- Unter der Leitung des Privatgelehrten Carl Schiller werden Die ehrlichen Kleiderseller zu Braunschweig mit dem Ziel gegründet, ein Heimatmuseum einzurichten. Zu den ersten Mitgliedern gehören unter anderem Wilhelm Brandes und Ludwig Hänselmann.

### Gesellschaft
- 29. August: Giuseppe Verdi heiratet seine langjährige Lebensgefährtin, die ehemalige Sängerin Giuseppina Strepponi.
- 17. September: Joshua Norton, Geschäftsmann aus San Francisco, der im Vorjahr Bankrott anmelden musste, erklärt sich in Briefen an die örtlichen Medien selbst zum Kaiser dieser Vereinigten Staaten. Am 12. Oktober befiehlt er in einem Erlass die Auflösung des Kongresses in Washington.
- 10. Oktober: Der Männerbund Schlaraffia, eine weltweite deutschsprachige Vereinigung zur Pflege von Freundschaft, Kunst und Humor, wird in Prag gegründet.

### Religion
- 27. April: Papst Pius IX. veröffentlicht die Enzyklika Cum Sancta Mater Ecclesiae, mit der er zum öffentlichen Gebet für die Opfer in den italienischen Einigungskriegen aufruft.
- 20. Mai: In Berlin erfolgt die Grundsteinlegung für die von Eduard Knoblauch und Friedrich August Stüler entworfene Neue Synagoge.
- 18. Juni: In der Enzyklika Qui nuper kritisiert Papst Pius IX. die italienische Einigungsbewegung und äußert sich zur Stellung des „päpstlichen Staates“.
- 18. Dezember: In Turin gründet der Priester Johannes Bosco eine Ordensgemeinschaft, die als Salesianer Don Boscos bekannt wird.

### Natur und Umwelt

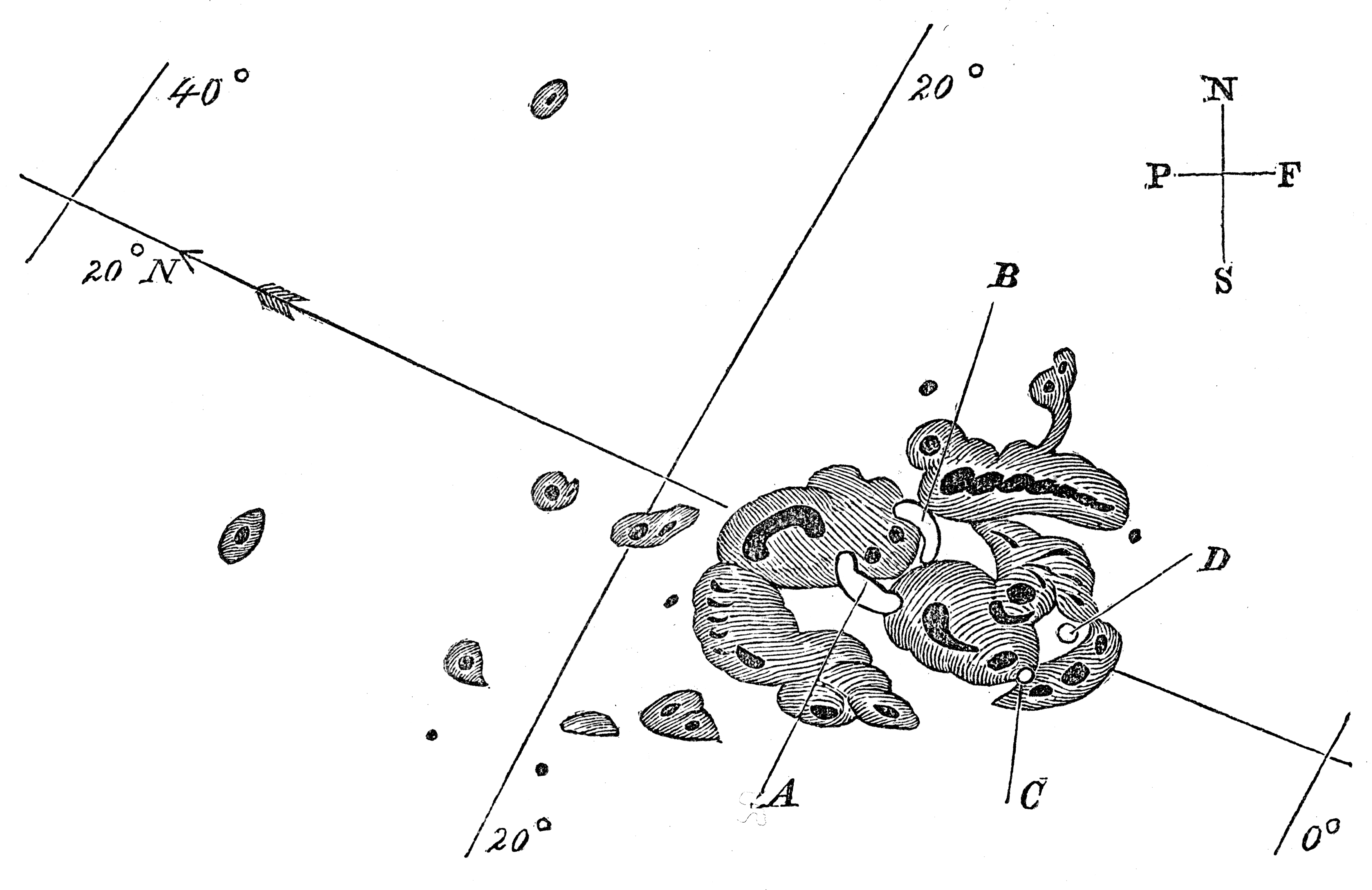
Sonnenflecken und -blitze am 1. September 1859, gezeichnet von Richard Carrington

In der Nacht vom 1. auf den 2. September findet der „Sonnensturm“ von 1859 als bisher mächtigster geomagnetischerSturm statt. Das zu diesem Zeitpunkt noch in den Anfängen begriffene Telegrafennetz wird massiv beschädigt, bis weit in den Süden, zum Beispiel in Rom, Havanna und Hawaii, werden Polarlichter gesichtet. Der englische Astronom Richard Christopher Carrington beobachtet bei dieser Gelegenheit erstmals Sonneneruptionen.

### Katastrophen

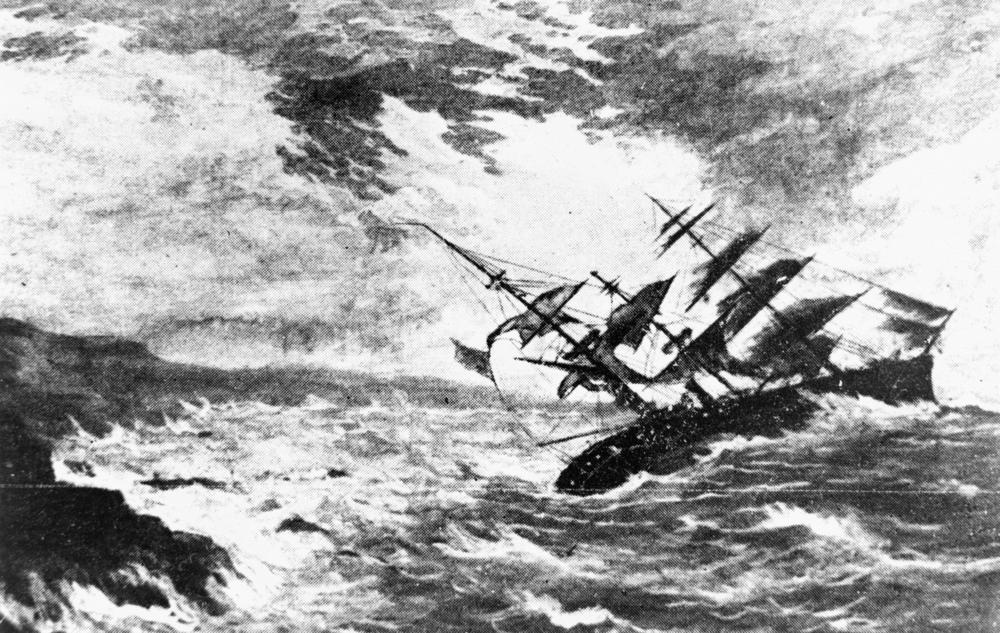
Die Royal Charter im Sturm

- 26. Oktober: Der britische Klipper Royal Charter gerät vor Anglesey in einen schweren Sturm. Das Schiff wird gegen die Felsen geschleudert, bricht auseinander und sinkt. 449 Personen sterben, darunter alle Frauen und Kinder an Bord. Der Untergang der Royal Charter ist bis heute das schwerste Schiffsunglück an der Küste von Wales. Das später als Royal-Charter-Sturm bekannte Unwetter erreicht wenig später die Küsten von Wales, England und Schottland und richtet schwere Verwüstungen an. 133 Schiffe und Boote werden versenkt, insgesamt kommen durch den Sturm rund 800 Menschen ums Leben.
- 5. November: Beim großen Stadtbrand von Rodenberg brennt unter anderem auch das Schloss Rodenberg ab.
- 17. Dezember: Im Schloss Frederiksborg, der dänischen Königsresidenz, wütet ein am Vortag begonnener Großbrand, der die Einrichtung des ganzen Hauptgebäudes zerstört.

Kleinere Unglücksfälle sind in den Unterartikeln von Katastrophe und in der Liste von Katastrophen aufgeführt.

### Sport
- 18. Juni: Der englische Alpinist Francis Fox Tuckett absolviert mit den Schweizer Bergführern Johann Josef Benet, Peter Bohren und V. Tairraz die Erstbesteigung des Aletschhorns in den Berner Alpen.
- 30. Juli: Einer Seilschaft um Charles Joseph Sainte-Claire Deville gelingt die Erstbesteigung des Combin de Grafeneire, des höchsten Gipfels im Grand Combin in den Walliser Alpen.
- 9. September: Melchior Anderegg und Leslie Stephen besteigen als erste das 4.199 m hohe Rimpfischhorn in den Walliser Alpen.

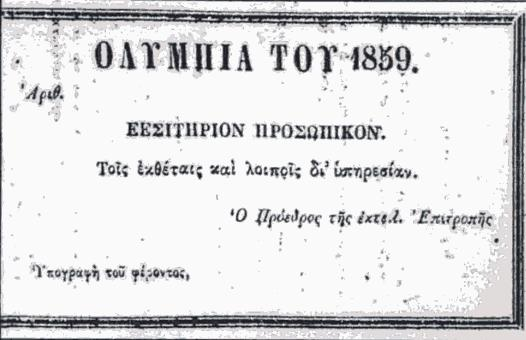
Eintrittskarte der ersten Olympien

- 15. November: In Athen finden die ersten Olympien statt. Vorbild der vom Kaufmann Evangelos Zappas organisierten Veranstaltung sind die Olympischen Spiele der Antike.

## Historische Karten und Ansichten

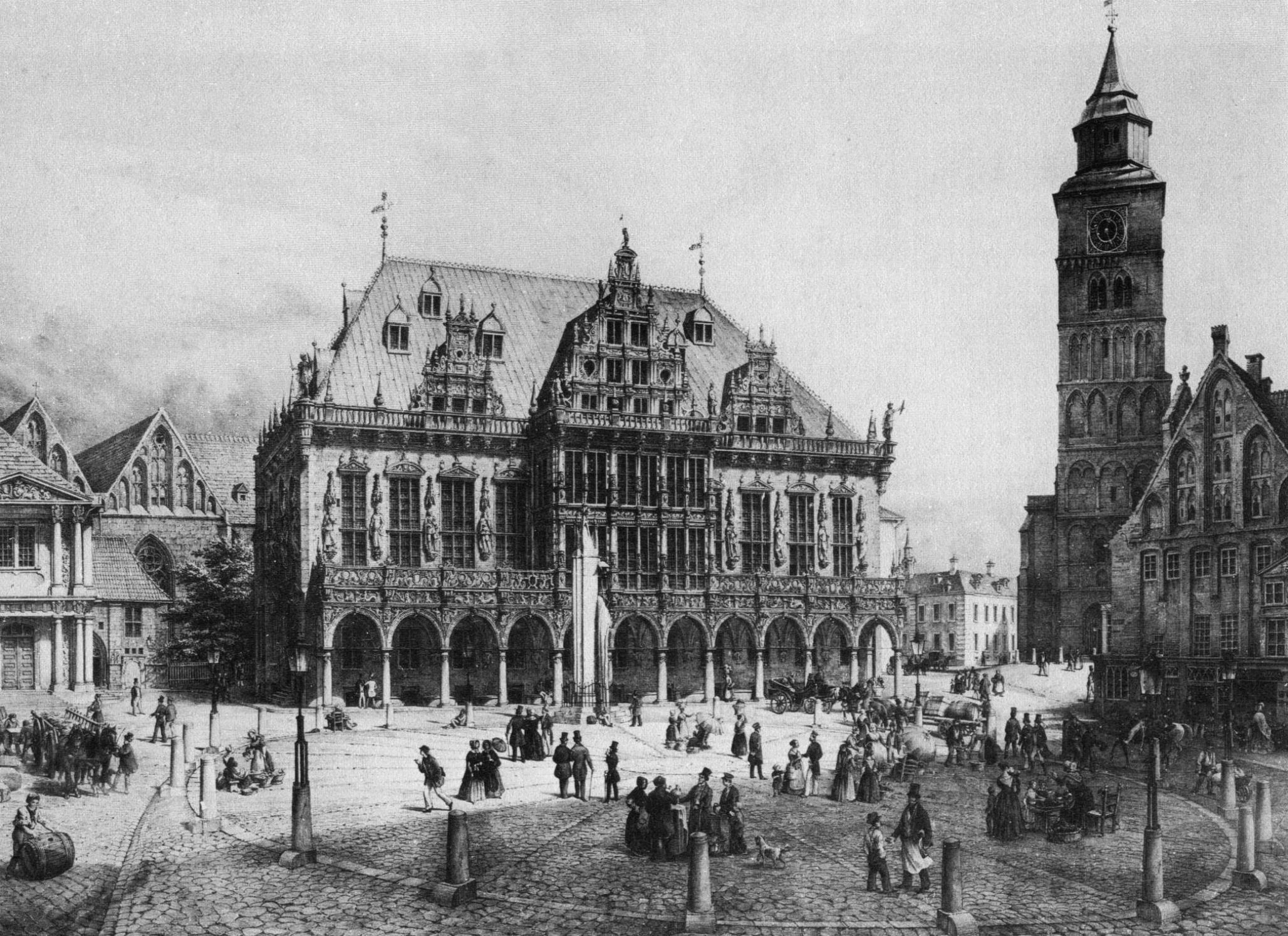
Bremer Marktplatz 1859

## Geboren

### Januar
- 01. Januar: Honorio Alarcón, kolumbianischer Pianist und Musikpädagoge († 1920)
- 01. Januar: Thibaw Min, König der Konbaung-Dynastie in Birma († 1916)
- 02. Januar: Fritz Riemann, deutscher Schachspieler († 1932)
- 06. Januar: Samuel Alexander, britischer Philosoph († 1938)
- 06. Januar: Alfred-Henri-Marie Baudrillart, französischer römisch-katholischer Kardinal († 1942)
- 06. Januar: Duncan U. Fletcher, US-amerikanischer Politiker († 1936)
- 09. Januar: Fredrik Pijper, niederländischer reformierter Theologe und Kirchenhistoriker († 1926)
- 10. Januar: Pauline Savari, französische Feministin und Künstlerin († 1907)
- 11. Januar: Francisco d’Andrade, portugiesischer Opernsänger († 1921)
- 11. Januar: George Nathaniel Curzon, britischer Politiker († 1925)
- 12. Januar: Henry Heitfeld, US-amerikanischer Politiker († 1938)
- 12. Januar: Dietrich Behrens, deutscher Romanist († 1929)
- 13. Januar: Karl Bleibtreu, deutscher Schriftsteller († 1928)
- 14. Januar: Francesc Ferrer i Guàrdia, spanischer Pädagoge († 1909)
- 15. Januar: Nathaniel Lord Britton, US-amerikanischer Geologe und Botaniker († 1934)
- 16. Januar: Jón Magnússon, isländischer Premierminister († 1926)
- 18. Januar: Gonzalo Carrasco Espinosa, mexikanischer Geistlicher und religiöser Maler († 1936)
- 22. Januar: Paul Gilbert, deutscher Richter, Kommunalpolitiker, Heimatforscher, Vereins- und Verbandsfunktionär († 1925)
- 26. Januar: Richard Wossidlo, deutscher Ethnologe († 1939)
- 27. Januar: Émery Lavigne, kanadischer Pianist, Organist und Musikpädagoge († 1902)

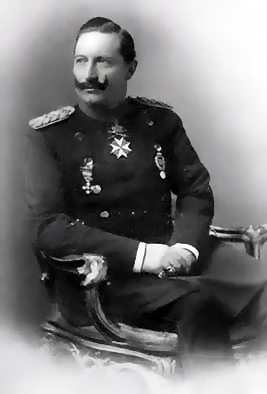
Wilhelm II.

- 27. Januar: Wilhelm II., preußischer König und letzter Deutscher Kaiser († 1941)
- 29. Januar: Heinrich Schenkl, österreichischer Altphilologe († 1919)

### Februar
- 01. Februar: Rudolf Rempel, deutscher Chemiker († 1893)
- 02. Februar: Walther von Lüttwitz, deutscher General († 1942)

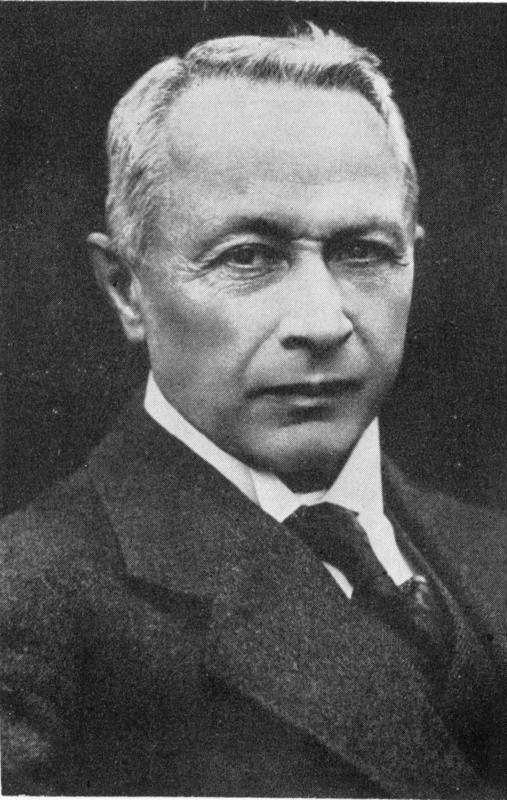
Hugo Junkers, 1920

- 03. Februar: Hugo Junkers, deutscher Ingenieur und Unternehmer († 1935)
- 04. Februar: Justus Strandes, deutscher Kaufmann und Politiker († 1930)
- 05. Februar: Georg Baur, deutscher Unternehmer († 1935)
- 05. Februar: Louis Cheikhô, irakischer Orientalist und Theologe († 1927)
- 06. Februar: Wilhelm Cohn, deutscher Schachspieler († 1913)
- 06. Februar: Jakob Julius David, österreichischer Journalist und Schriftsteller († 1906)
- 08. Februar: Gabriele Reuter, deutsche Schriftstellerin († 1941)
- 09. Februar: Yoshifuru Akiyama, japanischer General († 1930)
- 09. Februar: Robert Hope-Jones, britischer Orgelbauer († 1914)
- 10. Februar: Georg Ferdinand Dümmler, deutscher Altphilologe und Archäologe († 1896)
- 10. Februar: Alexandre Millerand, französischer Staatsmann und Politiker († 1943)
- 14. Februar: Bernhard Ankermann, deutscher Ethnologe und Afrikaforscher († 1943)
- 14. Februar: Charles Fletcher Johnson, US-amerikanischer Jurist und Politiker († 1930)
- 15. Februar: Louis-Joseph Maurin, französischer Geistlicher, Erzbischof von Lyon und Kardinal († 1936)
- 17. Februar: Peter Dybwad, deutscher Architekt norwegischer Herkunft († 1921)
- 19. Februar: Svante Arrhenius, schwedischer Physiker und Chemiker († 1927)
- 22. Februar: Samuel D. Nicholson, US-amerikanischer Politiker († 1923)
- 24. Februar: Wilhelm Schmid, deutscher Altphilologe († 1951)
- 25. Februar: Leonid Konstantinowitsch Artamonow, russischer Ingenieur, Forschungsreisender und Offizier († 1932)
- 25. Februar: John Burke, US-amerikanischer Politiker († 1937)
- 26. Februar: Karl Maria Alexander von Auersperg, österreichischer Gutsbesitzer und Politiker († 1927)
- 27. Februar: Bertha Pappenheim, deutsche Frauenrechtlerin und Sozialarbeiterin († 1936)

### März
- 01. März: Georg Arnhold, deutscher Bankier und Pazifist († 1926)
- 02. März: Scholem Alejchem, jiddischer Schriftsteller († 1916)
- 04. März: Carl Prüssing, deutscher Chemiker († 1912)
- 06. März: Louis Boutan, französischer Biologe († 1934)
- 09. März: Peter Altenberg, österreichischer Schriftsteller († 1919)
- 09. März: Alexandru Averescu, rumänischer General und Ministerpräsident († 1938)
- 09. März: Antoine Jean Baumgartner, Schweizer evangelischer Theologe und Hochschullehrer († 1938)
- 14. März: Adolf Bertram, Bischof von Hildesheim und Erzbischof von Breslau († 1945)
- 14. März: François Besson, Schweizer Landwirt und Politiker († 1927)
- 16. März: Alexander Stepanowitsch Popow, russischer Physiker († 1906)
- 17. März: Albert Vater, deutscher Politiker und Mitbegründer der KPD in Magdeburg († 1923)
- 20. März: Ludwig Auspitz, deutscher Theaterschauspieler und Opernsänger († 1917)
- 21. März: Daria Karađorđević, US-amerikanische Golfspielerin und Prinzessin von Serbien († 1938)
- 23. März: John Syz, Schweizer Unternehmer, Verbandsfunktionär und Politiker († 1939)
- 24. März: Rudolf Jung, deutscher Historiker und Archivar († 1922)
- 25. März: Emil Bär, Schweizer Lehrer und Historiker († 1932)
- 25. März: Johanna Naber, niederländische Feministin († 1941)
- 26. März: Adolf Hurwitz, deutscher Mathematiker († 1919)
- 27. März: Niels Pedersen Mols, dänischer Tier- und Landschaftsmaler († 1921)
- 28. März: Edmund Musgrave Barttelot, britischer Offizier († 1888)
- 29. März: Eugen Oberhummer, deutscher Geograph († 1944)

### April
- 03. April: Maximilian Eugen Graf von Attems-Gilleis, österreichischer Reichsgraf († 1939)
- 03. April: Reginald De Koven, US-amerikanischer Komponist († 1920)
- 03. April: Arthur Salomonsohn, deutscher Bankier († 1930)
- 05. April: Anton Aicher, österreichischer Bildhauer († 1930)
- 05. April: Friedrich Lutzmann, deutscher Erfinder, Konstrukteur und Unternehmer († 1930)
- 05. April: Bartholomeus van Ommeren, niederländischer Redakteur und Anarchist († 1907)
- 07. April: Carl Pauen, deutscher Moderner Fünfkämpfer († 1935)
- 07. April: Jacques Loeb, deutsch-US-amerikanischer Biologe († 1924)

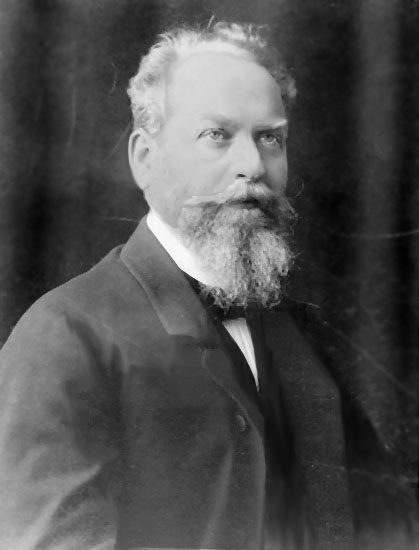
Edmund Husserl, 1900

- 08. April: Edmund Husserl, tschechischer Philosoph, Begründer der Phänomenologie († 1938)
- 09. April: Julius Hart, deutscher Dichter und Literaturkritiker des Naturalismus († 1930)
- 09. April: Henri Lavedan, französischer Schriftsteller und Journalist († 1940)
- 14. April: Paul Born-Moser, Schweizer Fabrikant und Insektenkundler († 1928)
- 16. April: Friedrich Traugott Helbig, sächsischer Bildhauer († 1886)
- 16. April: Samuel D. Felker, US-amerikanischer Politiker († 1932)
- 18. April: Viktor Apfelbeck, österreichisch-jugoslawischer Entomologe und Museumskurator († 1934)
- 18. April: Kurt von Schleinitz, deutscher Offizier († 1928)
- 20. April: Vincenzo Cerulli, italienischer Astronom († 1927)
- 22. April: August Friedrich Ferdinand Asmus, deutscher Heimatforscher und Genealoge († 1945)
- 22. April: Hermann Bendix, deutscher Pädagoge, Kantor und Komponist († 1935)
- 22. April: Friedrich Marx, deutscher Altphilologe († 1941)
- 22. April: Filip Rězak, sorbischer Pfarrer, Übersetzer und Wörterbuchautor († 1921)
- 22. April: Ottilie Roederstein, deutsch-schweizerische Malerin († 1937)
- 24. April: Hans Bennecke, deutscher Rechtswissenschaftler († 1898)

### Mai
- 01. Mai: Bohuslav Jeremiáš, tschechischer Komponist, Organist, Dirigent und Musikpädagoge († 1918)
- 02. Mai: Jerome K. Jerome, englischer Autor († 1927)
- 03. Mai: Andy Adams, US-amerikanischer Schriftsteller († 1935)
- 03. Mai: José Gallegos y Arnosa, spanischer Maler, Bildhauer und Architekt († 1917)
- 04. Mai: Albert Grühn, deutsch-baltischer Theologe und evangelischer Märtyrer († 1906)
- 05. Mai: Gustav Roethe, deutscher Altgermanist († 1926)
- 08. Mai: Johann Ludwig Jensen, dänischer Mathematiker († 1925)
- 09. Mai: Richard Mandl, österreichischer Komponist († 1918)
- 12. Mai: Rudolf von Bennigsen, deutscher Kolonialbeamter und Gouverneur von Deutsch-Neuguinea († 1912)
- 12. Mai: August von Brandis, deutscher Maler des Impressionismus († 1947)
- 13. Mai: Kate Marsden, britische Krankenschwester und Lepraforscherin († 1931)
- 15. Mai: Pierre Curie, französischer Physiker und Nobelpreisträger († 1906)
- 16. Mai: Frieda Schanz, deutsche Jugendbuchautorin, Herausgeberin und Lehrerin († 1944)
- 19. Mai: Stanislaw Eksner, russischer Pianist und Musikpädagoge († nach 1921)
- 19. Mai: Eugène Py, französisch-argentinischer Filmpionier († 1924)
- 19. Mai: Paul Staudinger, deutscher Forschungsreisender und Privatgelehrter († 1933)
- 20. Mai: Jakob Degen,  bayerischer Verwaltungsbeamter und Bezirksamtmann/Landrat in Kronach († 1947)
- 21. Mai: Otto Hupp, deutscher Grafiker († 1949)

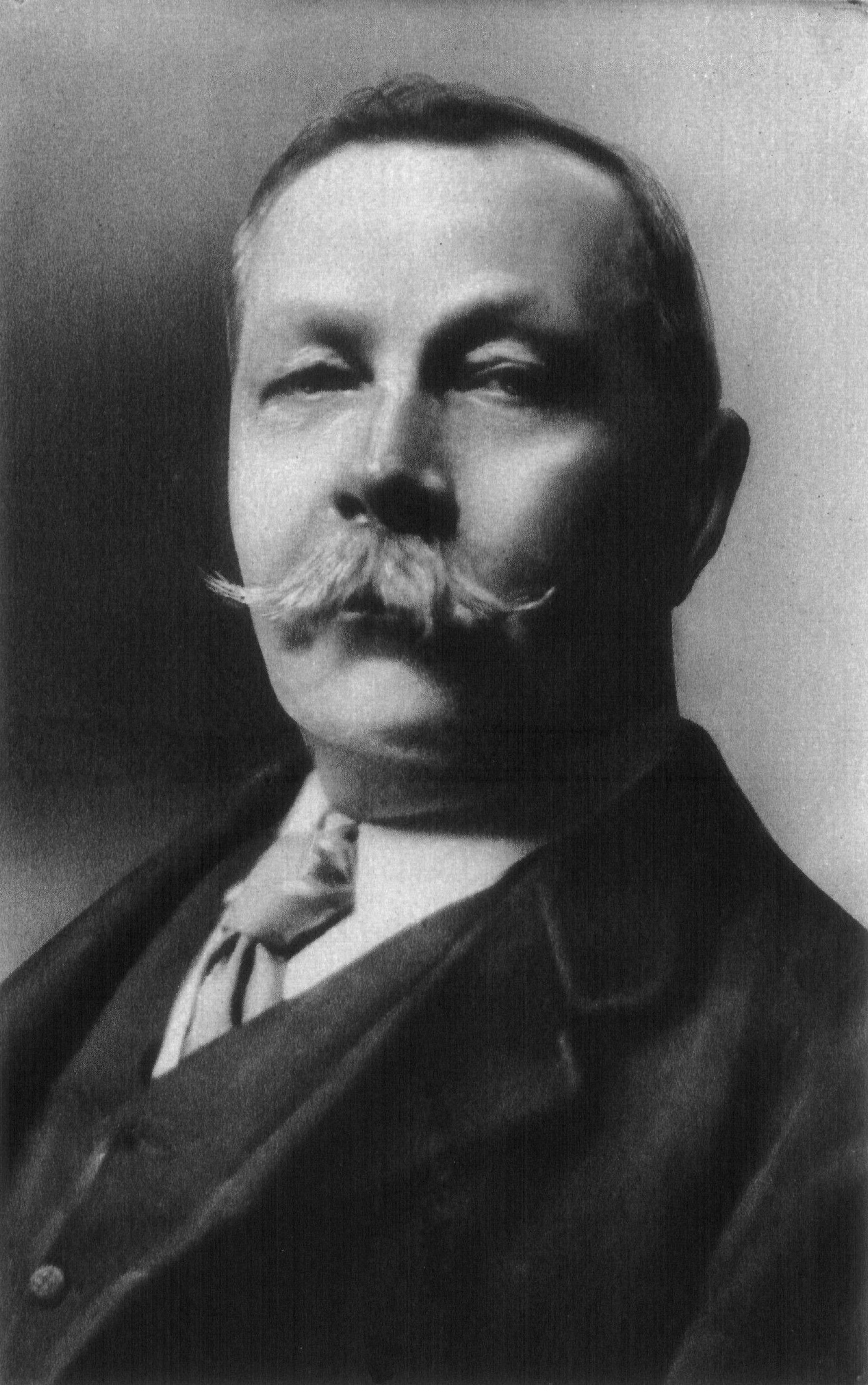
Arthur Conan Doyle

- 22. Mai: Arthur Conan Doyle, britischer Arzt und Schriftsteller († 1930)
- 23. Mai: Otto Pniower, deutscher Literaturwissenschaftler († 1932)
- 24. Mai: Emil Thormählen, deutscher Architekt († 1941)
- 25. Mai: Alois Delug, österreichischer Maler († 1930)
- 26. Mai: Felipe Agoncillo, philippinischer Jurist und Diplomat († 1941)
- 29. Mai: Konrad Burdach, deutscher Germanist († 1936)
- 29. Mai: Hugo Hergesell, deutscher Meteorologe und Geophysiker († 1938)

### Juni
- 05. Juni: Eduard Anthes, deutscher Archäologe († 1922)
- 08. Juni: Smith Wigglesworth, britischer Handwerker, Evangelist und Pfingstprediger († 1947)
- 11. Juni: Johannes Oscar Schubert, deutscher Mathematiker, Physiker, Geodät und Meteorologe († 1947)
- 12. Juni: Leopold Ferdinand Elie Victor Albert Marie, Prinz von Belgien († 1869)
- 12. Juni: Thomas J. Walsh, US-amerikanischer Politiker († 1933)
- 13. Juni: Howard MacNutt, US-amerikanischer Bahai und Jünger Abdu’l Bahas († 1926)
- 15. Juni: Karl Peucker, österreichischer Geograph und Kartograph († 1940)
- 15. Juni: Friedrich Schirmer, Bürgermeister von Bunzlau und Oberbürgermeister von Wittenberg († 1945)
- 17. Juni: John Wilbur Chapman, US-amerikanischer presbyterianischer Pfarrer, Autor, Kirchenführer und Evangelist († 1918)
- 17. Juni: Georg Wissowa, deutscher Philologe († 1931)
- 19. Juni: Moltke Moe, norwegischer Volkskundler († 1913)
- 19. Juni: Heinrich Sohnrey, deutscher Volksschriftsteller und Publizist († 1948)
- 20. Juni: Christian von Ehrenfels, österreichischer Philosoph († 1932)
- 22. Juni: Frank Damrosch, deutsch-amerikanischer Dirigent und Musikerzieher († 1937)
- 23. Juni: Emanuel Nobel, schwedisch-russischer Ölmagnat († 1932)
- 23. Juni: Tsubouchi Shōyō, japanischer Dramatiker, Erzähler und Übersetzer († 1935)
- 30. Juni: Paul Cinquevalli, deutscher Jongleur († 1918)

### Juli
- 01. Juli: Edouard Alfred Martel, französischer Höhlenforscher († 1938)
- 02. Juli: Otto Böckel, deutscher Bibliothekar, Volksliedforscher und antisemitischer Politiker († 1923)
- 05. Juli: Wilhelmine Wrage, deutsche Malerin († 1945)
- 06. Juli: Verner von Heidenstam, schwedischer Dichter († 1940)
- 09. Juli: Wilhelm Hallwachs, deutscher Physiker († 1922)
- 12. Juli: Alberto Membreño Vásquez, Präsident von Honduras († 1921)
- 13. Juli: Sidney James Webb, 1. Baron Passfield, britischer Sozialwissenschaftler und Politiker († 1947)
- 14. Juli: Willy Heß, deutscher Violinvirtuose und -lehrer († 1939)
- 17. Juli: Emanuel Hugo Eugen Ottokar von Aderkas, russischer Verwaltungsjurist, Geheimer Rat und Gutsbesitzer († 1921)
- 17. Juli: Karl Albert Asal, deutscher Jurist († 1929)
- 17. Juli: Jakob Christoph Heer, Schweizer Schriftsteller († 1925)
- 19. Juli: Carl Ludwig Schleich, deutscher Arzt und Schriftsteller († 1922)
- 20. Juli: Adolf zu Schaumburg-Lippe, deutscher Prinz aus dem Hause Schaumburg-Lippe und preußischer General († 1916)
- 22. Juli: Maria Janitschek, österreichische Schriftstellerin († 1927)
- 28. Juli: Mary Antoinette Anderson, US-amerikanische Bühnenschauspielerin († 1940)
- 28. Juli: Léon César Autonne, französischer Ingenieur und Mathematiker († 1916)
- 28. Juli: Franz Eugen Schlachter, Schweizer Erweckungsprediger und Übersetzer der Schlachter-Bibel († 1911)
- 29. Juli: Georg Ziegler, deutscher Missionar in China († 1923)

### August
- 02. August: Gotthold Vitzthum von Eckstädt, sächsischer Generalleutnant († 1945)
- 04. August: Knut Hamsun, norwegischer Schriftsteller († 1952)
- 06. August: Arthur Berson, deutscher Meteorologe († 1942)
- 06. August: Alfred Hettner, deutscher Geograph († 1941)
- 06. August: Carl Schuchhardt, deutscher Prähistoriker († 1943)
- 08. August:  Kathinka Hedwig Agerskov, dänische Genremalerin († 1890)
- 10. August: Georg Alexander Pick, österreichischer Mathematiker († 1942)
- 12. August: Ludwig Außerwinkler, deutscher Chemiker und Fotograf († 1933)
- 13. August: John Grenfell Maxwell, britischer General († 1929)
- 15. August: Richard Irvine Manning III, US-amerikanischer Politiker († 1931)
- 17. August: Helene Anton, deutsche Schriftstellerin († 1931)
- 18. August: Anna Ancher, dänische Malerin des Impressionismus († 1935)
- 21. August: Westmoreland Davis, US-amerikanischer Politiker († 1942)
- 23. August: Franz Porten, deutscher Opernsänger (Bariton) und Filmregisseur († 1932)
- 24. August: Alfred Frey, Schweizer Ökonom und Wirtschaftspolitiker († 1924)
- 26. August: James Willard Schultz, US-amerikanischer Schriftsteller († 1947)
- 27. August: Ferdinand Schirnböck, österreichischer akademischer Maler und Kupferstecher († 1930)

### September
- 01. September: Richard Eschke, deutscher Maler († 1944)
- 03. September: Alfred Aubert, schweizerischer Politiker († 1923)
- 03. September: Jean Jaurès, französischer Politiker († 1914)
- 03. September: Hugo Türpe, deutscher Cornet-Virtuose und Komponist († 1891)
- 05. September: Borys Jakowytsch Bukrejew, ukrainischer Mathematiker († 1962)
- 09. September: William Reed, kanadischer Organist und Komponist († 1945)
- 12. September: Curt von Hagen, deutscher Kolonialbeamter († 1897)
- 13. September: Charles D. Kimball, US-amerikanischer Politiker († 1930)
- 14. September: Hans von Arnim, deutscher Altphilologe († 1931)
- 16. September: Yuan Shikai, chinesischer Armeeführer, Präsident und selbsternannter Kaiser († 1916)
- 17. September: Frank Dawson Adams, kanadischer Geologe († 1942)
- 18. September: Mathilde Eyssenhardt, deutsche Porträtmalerin († 1932)
- 18. September: Victor Küzdő,  ungarisch-amerikanischer Violinist, Komponist und Musikpädagoge († 1966)
- 19. September: Alfonso Chicherio-Sereni, Schweizer Bankier und Politiker († 1918)
- 22. September: Paul Baum, deutscher Maler, Zeichner und Grafiker († 1932)
- 22. September: Rudolph Bergh, dänischer Komponist († 1924)
- 23. September: Archie Hunter, schottischer Fußballspieler († 1894)
- 24. September: Julius Klengel, deutscher Cellist († 1933)
- 25. September: Johannes Kirchner, deutscher Altphilologe († 1940)
- 26. September: Ernst Anemüller, deutscher Philologe, Gymnasialprofessor und Bibliothekar († 1943)
- 26. September: Firmin Ody, Schweizer Architekt, Unternehmer und Politiker († 1920)
- 28. September: Fritz Milkau, deutscher Bibliothekar und Bibliothekswissenschaftler († 1934)
- 30. September: Gustav Kampmann, deutscher Maler und Grafiker († 1917)
- 30. September: Felix Lensing, deutscher Landwirt, Politiker und Mitglied des Reichstags († 1924)

### Oktober
- 02. Oktober: Paul Matting, deutscher Verwaltungsjurist und Mitglied des Preußischen Herrenhauses († 1935)
- 04. Oktober: Rudolf Swoboda der Jüngere, österreichischer Maler († 1914)
- 06. Oktober: Elsa von Blumen:  US-amerikanische Radsportlerin († 1935)

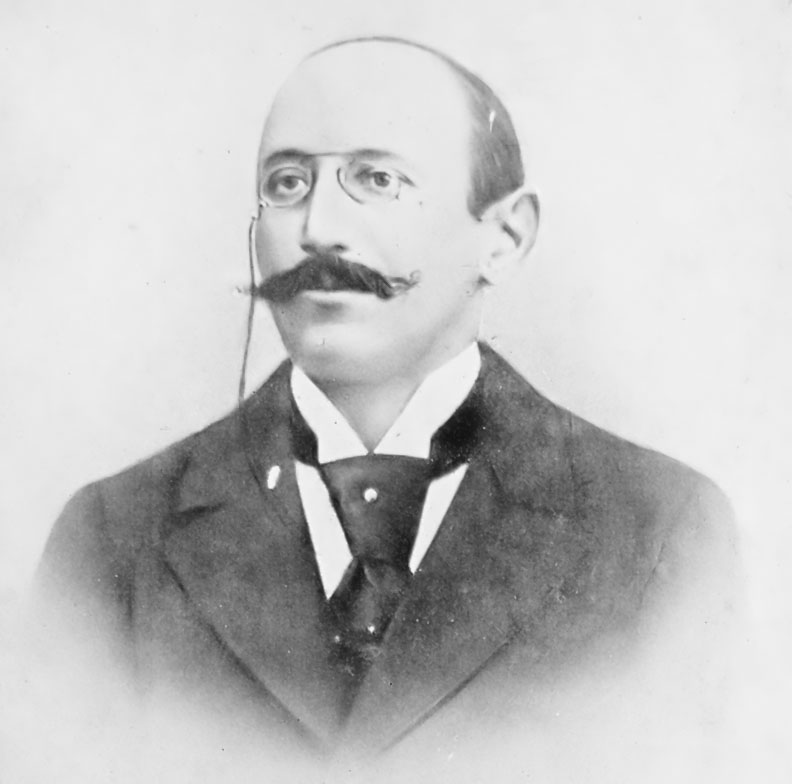
Alfred Dreyfus

- 09. Oktober: Alfred Dreyfus, französischer Offizier († 1935)
- 09. Oktober: Ludwig Noster, deutscher Hofporträtmaler († 1910)
- 10. Oktober: Friedrich Wilhelm Carl Alexander Adolf Maurer, deutscher Mediziner († 1936)
- 14. Oktober: Alfred Bock, deutscher Fabrikant und Schriftsteller († 1932)
- 14. Oktober: Camille Chevillard, französischer Komponist und Dirigent († 1923)
- 14. Oktober: Ravachol, französischer Terrorist († 1892)
- 16. Oktober: Daisy Bates, irischstämmige australische Journalistin († 1951)
- 16. Oktober: Karl Blodig, österreichischer Bergsteiger, Augenarzt und Publizist († 1956)
- 17. Oktober: Buck Ewing, US-amerikanischer Baseballspieler († 1906)
- 17. Oktober: Paolo Orsi, italienischer Archäologe († 1935)
- 17. Oktober: Miguel Antonio Otero, US-amerikanischer Politiker († 1944)
- 18. Oktober: Henri Bergson, französischer Philosoph und Nobelpreisträger († 1941)
- 19. Oktober: Georg Knorr, deutscher Ingenieur und Unternehmer († 1911)
- 20. Oktober: John Dewey, US-amerikanischer Philosoph und Pädagoge († 1952)
- 20. Oktober: Guglielmo Zuelli, italienischer Komponist, Dirigent und Musikpädagoge († 1941)
- 22. Oktober: Karl Muck, deutscher Dirigent († 1940)
- 26. Oktober: Arthur Friedheim, russisch-deutscher Pianist und Komponist († 1932)
- 26. Oktober: Elizabeth Nourse, US-amerikanische Malerin († 1938)

### November
- 01. November: George W. P. Hunt, erster Gouverneur von Arizona († 1934)
- 01. November: Gerbrandus Jelgersma, niederländischer Psychiater und Neurologe († 1942)
- 04. November: Stanisław Niewiadomski, polnischer Komponist, Dirigent, Musikpädagoge und -kritiker († 1936)
- 05. November: Walter Wislicenus, Initiator der Astronomischen Jahresberichte († 1905)
- 06. November: Máximo Arrates Boza, panamaischer Komponist († 1936)
- 07. November: Johannes Mayerhofer, österreichischer Künstler und Autor († 1925)
- 09. November: Håkon Løken, norwegischer Jurist, Journalist und Politiker († 1923)
- 10. November: Théophile-Alexandre Steinlen, schweizerisch-französischer Maler und Grafiker († 1923)
- 14. November: Philipp Victor Achilles Andreae, deutscher Geologe und Paläontologe († 1905)
- 14. November: Alexander Wassiljewitsch Samsonow, russischer General († 1914)
- 15. November: Christopher Hornsrud, norwegischer Politiker der sozialdemokratischen Arbeiterpartei († 1960)
- 17. November: Edmund Hauler, österreichischer Altphilologe († 1941)
- 19. November: Olga Arendt, deutsche Schriftstellerin und Schauspielerin († 1902)
- 19. November: Michail Michailowitsch Ippolitow-Iwanow, russischer Komponist und Dirigent († 1935)
- 22. November: Paul Desjardins, französischer Philosoph und Philologe († 1940)
- 23. November: Billy the Kid, US-amerikanischer Revolverheld und Gesetzloser aus dem Wilden Westen († 1881)
- 30. November: Hermann Hepp, deutscher Landwirt, Politiker und Abgeordneter des Deutschen Reichstages († 1919)
- 30. November: Jefferson De Angelis, US-amerikanischer Schauspieler und Sänger († 1933)
- 30. November: Sergei Michailowitsch Ljapunow, russischer Komponist und Pianist († 1924)

### Dezember
- 02. Dezember: Georges Seurat, französischer Erfinder und Maler († 1891)
- 02. Dezember: Ludwig Knorr, deutscher Chemiker († 1921)
- 03. Dezember: Josef Cyrill Sychra, tschechischer Komponist, Organist, Chorleiter und Musikpädagoge († 1935)
- 04. Dezember: Ludwig Ahlmann, deutscher Bankier und Politiker († 1942)
- 05. Dezember: John Jellicoe, britischer Admiral († 1935)
- 06. Dezember: Nicolás León, mexikanischer Mediziner, Archäologe und Anthropologe († 1929)
- 07. Dezember: Octaviano Larrazolo, US-amerikanischer Politiker († 1930)
- 07. Dezember: Martin Möbius, deutscher Botaniker († 1946)
- 08. Dezember: William Henry O’Connell, Erzbischof von Boston und Kardinal († 1944)
- 12. Dezember: Hans Georg Wilhelm von Schubert, deutscher evangelischer Theologe und Historiker († 1931)
- 13. Dezember: Johanna Dill-Malburg, deutsch-ungarische Stillleben- und Landschaftsmalerin († 1944)
- 13. Dezember: Edwin F. Ladd, US-amerikanischer Politiker († 1925)
- 13. Dezember: Supayalat, Königin der Konbaung-Dynastie in Birma († 1925)
- 13. Dezember: Joseph Turmel, französischer Theologe und Historiker († 1943)
- 14. Dezember: Nikolai Bezhanitsky, russisch-orthodoxer Priester und Märtyrer in Estland († 1919)
- 15. Dezember: Ludwik Lejzer Zamenhof, polnischer Augenarzt, Esperanto-Begründer († 1917)
- 21. Dezember: Gustave Kahn, französischer Schriftsteller († 1936)
- 22. Dezember: Otto Hölder, deutscher Mathematiker († 1937)
- 23. Dezember: Richard Bartmuß, deutscher Komponist († 1910)
- 24. Dezember: Samuel Fischer, deutscher Verleger († 1934)
- 24. Dezember: Roman Statkowski, polnischer Komponist und Musikpädagoge († 1925)
- 24. Dezember: Ludwig von Estorff, deutscher General der Infanterie († 1943)
- 26. Dezember: William Stephens, US-amerikanischer Politiker († 1944)
- 26. Dezember: Johan Frans van Bemmelen, niederländischer Paläontologe und Zoologe († 1956)
- 28. Dezember: Karl Eckstein, Forstwissenschaftler und Entomologe († 1939)
- 29. Dezember: Venustiano Carranza, mexikanischer Präsident und Revolutionär († 1920)
- 29. Dezember: Elizabeth Adela Forbes, kanadische Malerin des Spätimpressionismus († 1912)
- 30. Dezember: Josef Bohuslav Foerster, tschechischer Komponist († 1951)

### Genaues Geburtsdatum unbekannt
- Auguste Adib Pacha, libanesischer Politiker († 1936)
- Paul Aichele, deutscher Bildhauer († 1920)
- Sara Louisa Blomfield, anglo-irische Bahai und Autorin († 1939)
- Flaviano Khoury, syrischer Erzbischof († 1920)

## Gestorben

### Januar bis April
- 06. Januar: Bernhard Baader, deutscher Sammler badischer Sagen (* 1790)
- 18. Januar: Alfred Vail, US-amerikanischer Ingenieur und Erfinder (* 1807)
- 18. Januar: William Slade, US-amerikanischer Politiker (* 1786)
- 20. Januar: Bettina von Arnim, deutsche sozialkritische Schriftstellerin, Zeichnerin und Komponistin (* 1785)
- 22. Januar: Joseph Ludwig Raabe, Schweizer Mathematiker (* 1801)
- 26. Januar: Lodewijk Gerard Visscher, niederländischer Literaturwissenschaftler und Historiker (* 1797)
- 28. Januar: Carl Adolph Agardh, schwedischer Botaniker (* 1785)
- 28. Januar: Eugen von Maucler, deutscher Politiker (* 1783)
- 29. Januar: William Cranch Bond, US-amerikanischer Astronom (* 1789)
- 29. Januar: William Hickling Prescott, US-amerikanischer Historiker (* 1796)
- 01. Februar: Johann Christoph Schröther der Jüngere, deutscher Orgelbauer (* 1774)
- 09. Februar: Karl Cäsar Antz, deutscher Arzt und Botaniker (* 1805)
- 10. Februar: Anna Maria Maximiliane Stephania Karoline Johanna Luisa Xaveria Nepomucena Aloysia Benedicta, Erbgroßherzogin der Toskana (* 1836)
- 13. Februar: Eliza Acton, englische Köchin, Kochbuchautorin und Dichterin (* 1799)
- 25. Februar: Edward A. Hannegan, US-amerikanischer Politiker (* 1807)
- 26. Februar: Ferdinand Schubert, österreichischer Komponist (* 1794)
- 02. März: Johann Günther Friedrich Cannabich, deutscher Geograf, Pfarrer und Pädagoge (* 1777)
- 05. März: Henry S. Geyer, US-amerikanischer Politiker (* 1790)
- 06. März: Vincenz von Augustin, österreichischer Feldzeugmeister (* 1780)
- 08. März: Aaron V. Brown, US-amerikanischer Politiker (* 1795)
- 15. März: Adelaide Tosi, italienische Opernsängerin (* 1800)
- 19. März: Oliver H. Smith, US-amerikanischer Politiker (* 1794)
- 19. März: Jacob van Hall, niederländischer Rechtswissenschaftler (* 1799)
- 28. März: Carl C. Ackermann, deutscher Verleger (* 1790)
- 30. März: Charles C. Stratton, US-amerikanischer Politiker (* 1796)
- 01. April: Amalie Sieveking, deutsche Philanthropin (* 1794)
- 05. April: Basile Kfoury, libanesischer Bischof in Ägypten (* 1794)
- 12. April: Francis M. Dimond, US-amerikanischer Politiker (* 1796)
- 16. April: Alexis de Tocqueville, französischer Publizist und Politiker (* 1805)
- 18. April: Heinrich Friedrich von Arnim-Heinrichsdorff-Werbelow, preußischer Staatsmann (* 1791)
- 21. April: Karl Friedrich Nägelsbach, deutscher Altphilologe (* 1806)
- 21. April: Otto Sendtner, deutscher Botaniker und Universitätsprofessor (* 1813)
- 24. April: Rudolf Swoboda der Ältere, österreichischer Maler (* 1819)
- 30. April: Johann Melchior Schuler, Schweizer evangelischer Geistlicher und Heimatforscher (* 1779)

### Mai bis August
- 05. Mai: Peter Gustav Lejeune Dirichlet, deutscher Mathematiker (* 1805)

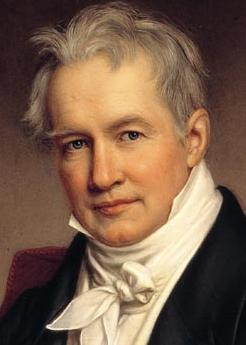
Alexander von Humboldt, 1843

- 06. Mai: Alexander von Humboldt, deutscher Forscher und Entdecker (* 1769)
- 08. Mai: José de Madrazo y Agudo, spanischer Maler (* 1781)
- 10. Mai: Bertha Arndts, deutsche Schriftstellerin (* 1809)
- 11. Mai: Johann von Österreich, österreichischer Erzherzog (* 1782)
- 12. Mai: Sergei Timofejewitsch Aksakow, russischer Schriftsteller (* 1791)
- 22. Mai: Ferdinand II., König beider Sizilien (* 1810)

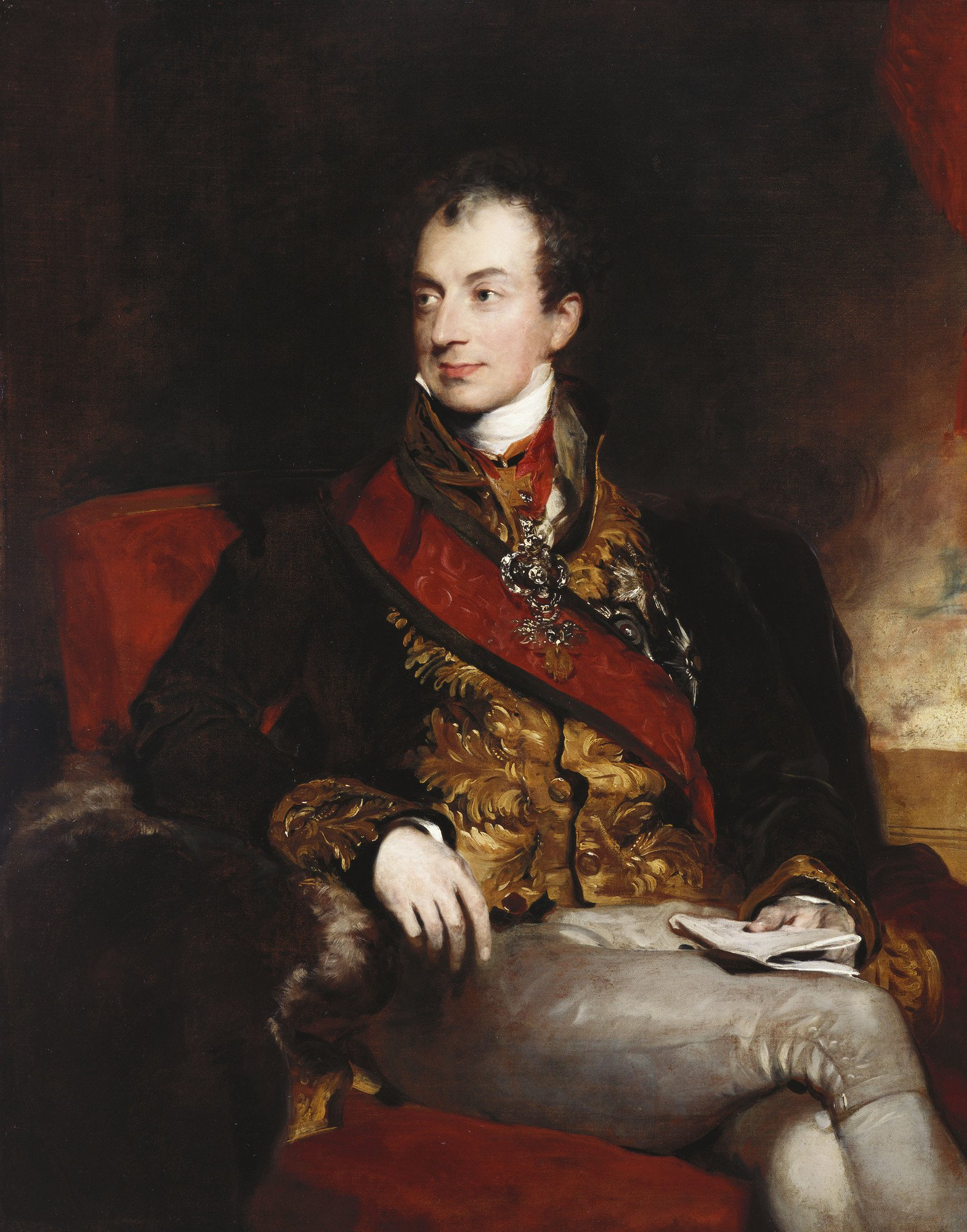
Klemens Wenzel von Metternich

- 11. Juni: Klemens Wenzel Lothar von Metternich, österreichischer Staatsmann (* 1773)
- 17. Juni: Albert August Wilhelm Deetz, preußischer Soldat, Abgeordneter der Frankfurter Nationalversammlung (* 1798)
- 22. Juni: Cornelis Adriaan Bergsma, niederländischer Chemiker, Botaniker und Agrarwissenschaftler (* 1798)
- 23. Juni: Maria Pawlowna, Großherzogin von Sachsen-Weimar-Eisenach (* 1786)
- 29. Juni: Kamilo Mašek, slowenischer Komponist (* 1831)
- 03. Juli: August Wilhelm Bullrich, deutscher Apotheker (* 1802)
- 08. Juli: Oskar I., König von Schweden und Norwegen (* 1799)

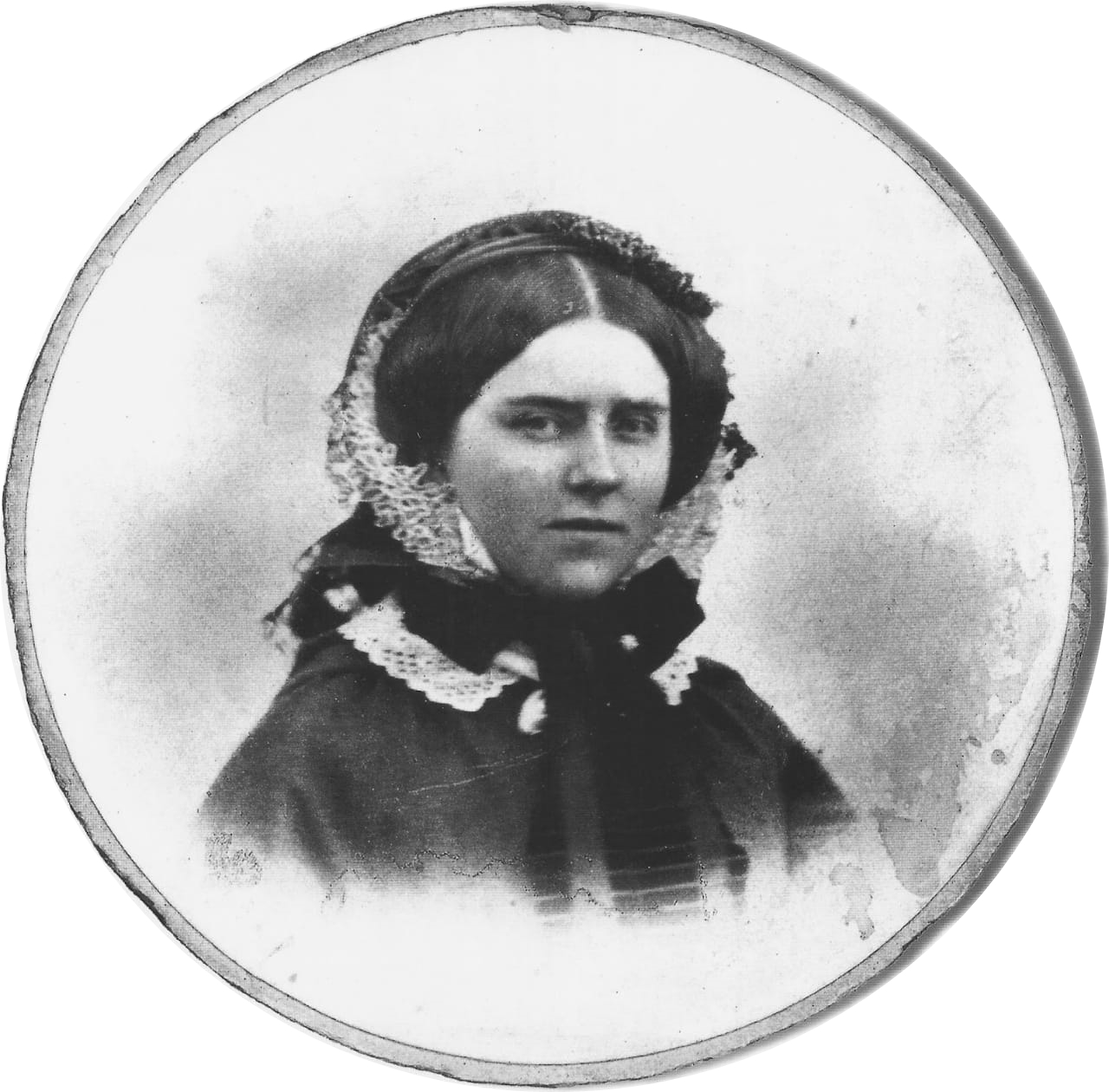
Stephanie von Hohenzollern und Portugal

- 17. Juli: Stephanie von Hohenzollern, Prinzessin von Hohenzollern-Sigmaringen und Königin von Portugal (* 1837)
- 01. August: Stefan Bogoridi, Phanariot bulgarischer Herkunft, Berater osmanischer Sultane (* 1775)
- 06. August: Karl Otto von Raumer, preußischer Staatsmann (* 1805)
- 20. August: Johannes Emde, deutscher Missionar in Ost-Java (* 1774)
- 22. August: John Wesley Davis, US-amerikanischer Politiker (* 1799)
- 24. August: Johann Friedrich Ruthe, deutscher Botaniker (* 1788)
- 29. August: Hans Caspar Escher, Schweizer Architekt und Industriepionier (* 1775)

### September bis Dezember
- 02. September: Johann Friedrich Schilling, deutscher Hofmaurermeister (* 1765)
- 03. September: Carl August von Abel, bayerischer Politiker (* 1788)
- 04. September: Wilhelm Pfeil, deutscher forstlicher Praktiker, Lehrer und Wissenschaftler (* 1783)
- 05. September: Friedrich Olivier, deutscher Maler (* 1791)
- 10. September: Thomas Nuttall, englischer Botaniker und Zoologe (* 1786)
- 13. September: Cornelis Jacobus van Assen, niederländischer Rechtsgelehrter (* 1788)
- 15. September: Isambard Kingdom Brunel, britischer Ingenieur (* 1806)
- 20. September: Adolf Bäuerle, österreichischer Schriftsteller (* 1786)
- 21. September: Muhammad II. al-Husain, Bey von Tunis (* 1810)
- 28. September: Carl Ritter, deutscher Begründer der wissenschaftlichen Geographie (* 1779)
- 03. Oktober: John Y. Mason, US-amerikanischer Jurist und Politiker (* 1799)
- 04. Oktober: Karl Baedeker, deutscher Verleger (* 1801)
- 12. Oktober: Robert Stephenson, britischer Ingenieur (* 1803)
- 13. Oktober: Rudolf Oeser, deutscher Pfarrer und Volksschriftsteller (* 1807)
- 13. Oktober: José Miguel de Velasco Franco, Präsident von Bolivien (* 1795)
- 22. Oktober: Louis Spohr, deutscher Komponist, Dirigent, Geiger (* 1784)
- 27. Oktober: Ernst Friedrich Apelt, deutscher Schriftsteller (* 1812)
- 29. Oktober: James C. Jones, US-amerikanischer Politiker (* 1809)
- 03. November: Maximilian von Lerchenfeld-Köfering, deutscher Diplomat (* 1799)
- 07. November: Carl Gottlieb Reißiger, deutscher Komponist und Hofkapellmeister (* 1798)
- 08. November: Heinrich XX., Fürst Reuß zu Greiz (* 1794)
- 16. November: George Gilmer, US-amerikanischer Politiker (* 1790)
- 21. November: Antonio Arcioni, schweizerischer Offizier und General (* 1811)
- 21. November: Yoshida Shōin, japanischer Intellektueller und Revolutionär (* 1830)
- 23. November: James Ward, britischer Maler (* 1769)
- 28. November: Washington Irving, US-amerikanischer Schriftsteller (* 1783)
- 30. November: Jacobus Cornelis Swijghuijsen Groenewoud, niederländischer reformierter Theologe und Orientalist (* 1784)
- 01. Dezember: John Austin, englischer Jurist und Rechtsphilosoph (* 1790)
- 01. Dezember: Alfred Rethel, deutscher Historienmaler (* 1816)
- 02. Dezember: John Brown, US-amerikanischer Gegner der Sklaverei (* 1800)
- 06. Dezember: Hermann Martin Asmuss, deutscher Zoologe und Paläontologe (* 1812)
- 08. Dezember: Thomas De Quincey, britischer Schriftsteller (* 1785)

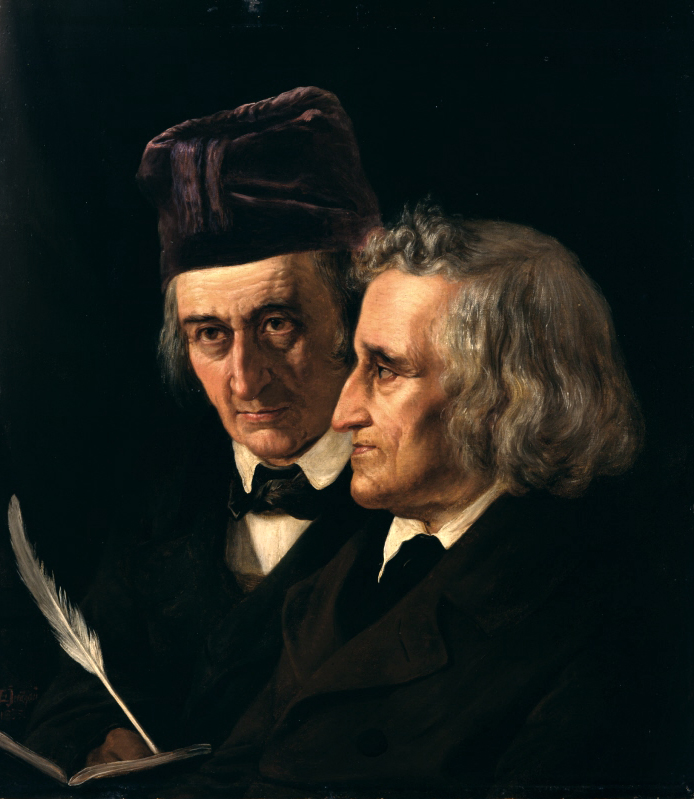
Wilhelm Grimm (links) und Jacob Grimm

- 16. Dezember: Wilhelm Grimm, deutscher Sprachwissenschaftler und Schriftsteller (Grimms Märchen) (* 1786)
- 19. Dezember: Mirabeau B. Lamar, US-amerikanischer Politiker, Botschafter und Präsident der Republik Texas (* 1798)
- 22. Dezember: Gottlieb Weissmann, deutscher Fossiliensammler und Apotheker (* 1798)
- 28. Dezember: Thomas Babington Macaulay, englischer Historiker (* 1800)